# Alexanderplatz
Der Alexanderplatz ist ein Platz am nordöstlichen Rand der historischen Mitte von Berlin. Der rechteckige Platz im Ortsteil Mitte geht auf den Platz vor dem Königs Thor zurück und erhielt 1805 nach dem russischen Zaren Alexander I. seinen heutigen Namen. Im Berliner Volksmund wird er meist nur „Alex“ genannt.
Der mehrfach umgestaltete Platz sowie ein Großteil der umliegenden Bebauung erlitten im Zweiten Weltkrieg durch alliierte Luftangriffe erhebliche Zerstörungen. Die Ost-Berliner Verwaltung ließ in den 1960er Jahren das Areal des Platzes im Zentrum der DDR-Hauptstadt mit Ausnahme des Alexander- und Berolinahauses total umgestalten. Aus einem zuvor sehr belebten Kreisverkehrsplatz wurde eine Fußgängerzone, die eine Fläche von rund acht Hektar einnimmt. Auf dieser vierfach größeren Fläche entstanden bis 1970 u. a. das Interhotel Stadt Berlin und das HO-Centrum-Warenhaus, die heute als Park Inn und Galeria Kaufhof weiter bestehen.
Nach dem Mauerfall erfolgten weitere Umgestaltungen; mit täglich mehr als 360.000 Passanten war der Alexanderplatz 2009 der viertbelebteste Platz in Europa und ist laut einer Studie die meistbesuchte Gegend Berlins noch vor der City West um Kurfürstendamm und Tauentzienstraße. Er ist ein beliebter Ausgangspunkt für Touristen, die von den beiden gleichnamigen Bahnhöfen der S-Bahn (Stadtbahn) und U-Bahn aus viele Sehenswürdigkeiten wie den Fernsehturm, das Nikolaiviertel sowie das Rote Rathaus erreichen können. Mit den Einkaufszentren Alexa und die mitte, den Rathauspassagen sowie der Galeria Kaufhof gibt es zudem mehrere große Einzelhandelsstandorte.
Fälschlicherweise wird oft auch der südwestlich hinter dem S-Bahnhof liegende Park am Fernsehturm mit Neptunbrunnen, Marienkirche und Rotem Rathaus dem Alexanderplatz zugeordnet. Diese weiträumige Freifläche im zentralen Bereich der historischen Mitte Berlins, das frühere Marienviertel, gehört jedoch wie das Marx-Engels-Forum zwischen Spandauer Straße und der Spree nicht zum Platz.

## Straßen und öffentlicher Verkehr

Plan des Alexanderplatzes
(Stand: 2012)

Blick vom Fernsehturm: unten Galeria Kaufhof, Berolinahaus und Brunnen der Völkerfreundschaft; rechts unten die Weltzeituhr, darüber das Einkaufszentrum die mitte

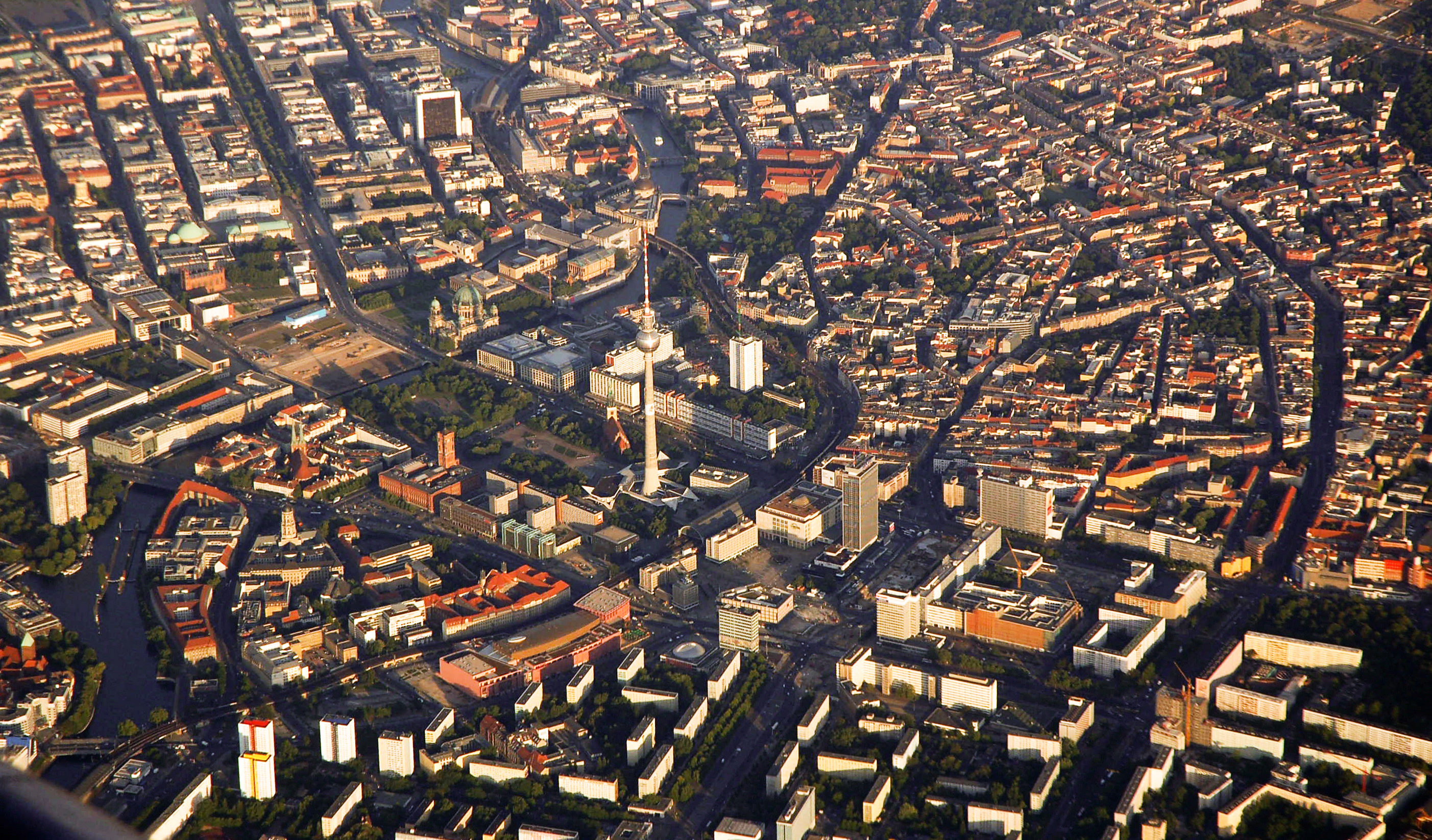
Luftbild mit Fernsehturm

Nach dem Umbau in den 1960er Jahren war der gesamte Alexanderplatz den Fußgängern vorbehalten. Seit 1998 fahren über ihn wieder Straßenbahnen.
Im Bahnhof Alexanderplatz halten neben der S-Bahn die Regionalzüge von DB Regio und ODEG sowie am Wochenende der Harz-Berlin-Express (HBX). Weiterhin verkehren dort die U-Bahn-Linien U2, U5 und U8 sowie mehrere Straßenbahn- und Omnibus-Linien.
Rund um den Alexanderplatz verlaufen folgende Straßen:
- Nordwestlich: Karl-Liebknecht-Straße (Bundesstraßen B 2 und B 5)
- Nordöstlich: Alexanderstraße (B 2 und B 5)
- Südöstlich:Grunerstraße/Alexanderstraße (B 1)
- Südwestlich (vor dem S-Bahnhof in der Fußgängerzone): Dircksenstraße

Vom Rand des Platzes führen radial mehrere Ausfallstraßen an die Berliner Peripherie. Dazu gehören im Uhrzeigersinn von Norden nach Südosten:
- Memhardstraße/Rosa-Luxemburg-Straße – Rosa-Luxemburg-Platz – Schönhauser Allee (zur B 96a)
- Karl-Liebknecht-Straße – Kreuzung Mollstraße/Prenzlauer Tor – Prenzlauer Allee (Bundesstraße 109 zum Dreieck Pankow am Berliner Ring)
- Grunerstraße/Alexanderstraße – Otto-Braun-Straße (B 2) – (Kreuzung Mollstraße) – Greifswalder Straße (B 2 über Berliner Allee zum Dreieck Barnim am Berliner Ring)
- Karl-Marx-Allee (B 1 und B 5) – Strausberger Platz – Karl-Marx-Allee/Frankfurter Tor – Frankfurter Allee (B 1 und B 5 zur Anschlussstelle Berlin-Hellersdorf am Berliner Ring)

## Geschichte

### Der Platz bis zum beginnenden 18. Jahrhundert
Im 13. Jahrhundert entstand unweit des heutigen Platzes das Spital Heiliger Georg. Es war der Namensgeber für das Georgentor in der Berliner Stadtmauer, das anfangs nach seiner Richtung Oderberger Tor hieß. Zu dieser Zeit war die Fläche vor dem Tor weitestgehend unbebaut, um das Jahr 1400 ließen sich hier erste Siedler in ärmlichen strohgedeckten Katen nieder. Da der Galgen nicht weit ab stand, nannten die Menschen den Ort „Teufels Lustgarten“. Vor diesem Stadtzugang liefen die wichtigsten aus dem Norden und Nordosten kommenden Straßen zusammen, beispielsweise aus Oderberg, Prenzlau und Bernau aber auch die Straßen aus den großen Hansestädten an der Ostsee. Der Platz wurde zunächst einfach Platz vor dem Stadttor genannt. In unmittelbarer Nähe außerhalb der Stadtmauer erstreckten sich die Begräbnisstätten der St. Marien- und St. Nikolai-Kirchgemeinden.

Memhardt-Plan von 1652 mit Georgentor (Nordpfeil unten links)

Nach dem Dreißigjährigen Krieg wurde die Stadtmauer verstärkt. 1658 bis 1683 entstand nach Planungen des Linzer Baumeisters Johann Gregor Memhardt ein Festungsring. Memhardts erste Tätigkeit war eine topografische Bestandsaufnahme, wodurch der erste Plan der Residenzstadt entstand. Die neue Festung enthielt 13 Bastionen, die durch Wälle miteinander verbunden waren. Der Festung vorgelagert war ein bis zu 50 m breiter Wassergraben. Bei der Errichtung des Festungsrings wurden unter anderem einige Tore geschlossen, beispielsweise das südöstlich gelegene Stralauer Tor. Dies ließ das Georgentor nochmals an Bedeutung gewinnen. Dass der Alexanderplatz nicht die übliche rechteckige Form hatte, erklärt sich – wie auch beim Hackeschen Markt – aus seiner Lage zwischen den Festungswällen.
Im Gebiet vor dem Georgentor ließ der Große Kurfürst unter Verzicht auf den Grundzins günstige Landstücke vergeben, sodass die Ansiedlungen schnell heranwuchsen. 1681 wurden Viehhandel und Schweinemast innerhalb der Stadt verboten. Auf dem Platz vor dem Georgentor etablierte sich ein Viehmarkt, der dem Platz die Bezeichnung Ochsenmarkt oder Ochsenplatz gab, auch ein Wochenmarkt etablierte sich.
So entwickelte sich um den Platz Ende des 17. Jahrhunderts langsam eine Vorstadt – die Georgenvorstadt – die trotz eines Bauverbots 1691 weiter gedieh, sodass um 1700 schon mehr als 600 Häuser entstanden waren. Anders als die Vorstädte im Südwesten Berlins (Friedrichstadt, Dorotheenstadt), die planmäßig und streng geometrisch angelegt wurden, wucherten die Vorstädte im Nordosten (neben der Georgenvorstadt auch die Spandauer Vorstadt und die Stralauer Vorstadt) planlos.
Das Georgentor war zu diesem Zeitpunkt ein rechteckiges Turmgebäude, in dessen Turmstuben Wächter saßen, die bei Anbruch der Dunkelheit das Tor mit schweren Eichenbohlen zu schließen hatten. Außerdem beherbergten die oberen Stockwerke das Stadtgefängnis. Neben dem Turm befand sich noch einer der Türme der mittelalterlichen Stadtmauer. Eine Zugbrücke überspannte den Festungsgraben. Nach Nordosten führte über den Viehmarkt hinweg die Landstraße in Richtung Bernau, zu deren Rechten die Georgenkapelle sowie ein 1672 von der Kurfürstin Sophie Dorothea gestiftetes Hospital und ein Waisenhaus standen. Neben der Kapelle befand sich das mittelalterliche Pesthaus, das 1716 wegen Baufälligkeit abgerissen wurde. Dahinter gab es einen Schützenplatz und einen Gasthof, den späteren Stelzenkrug. Gegen Ende des 17. Jahrhunderts lebten in dieser Gegend bereits 600–700 Familien, darunter zahlreiche Schlächter, Viehmeister, Schäfer und Meier. Die Georgenkapelle wurde zur Georgenkirche aufgewertet und bekam einen eigenen Prediger.

### Königs Thor Platz (1701–1805)

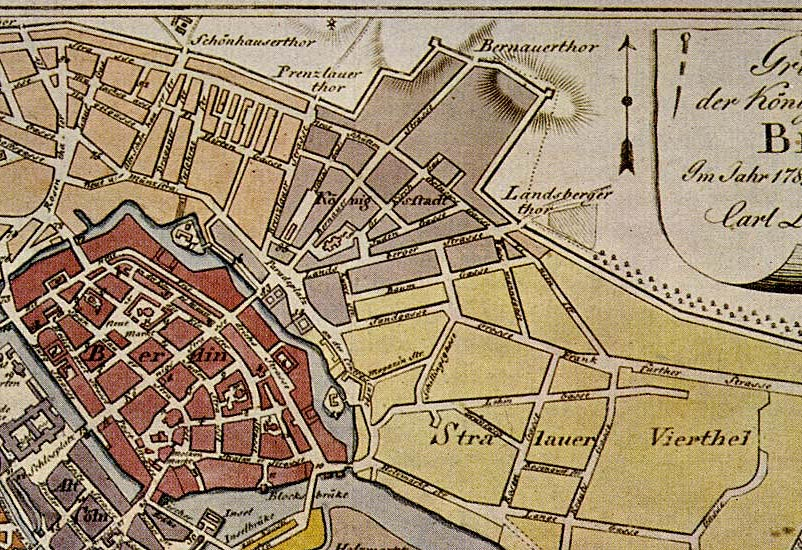
Stadtplanausschnitt mit der Königsvorstadt (1789)
Das alte Berlin ist rot dargestellt, die Königsvorstadt nordöstlich braun.

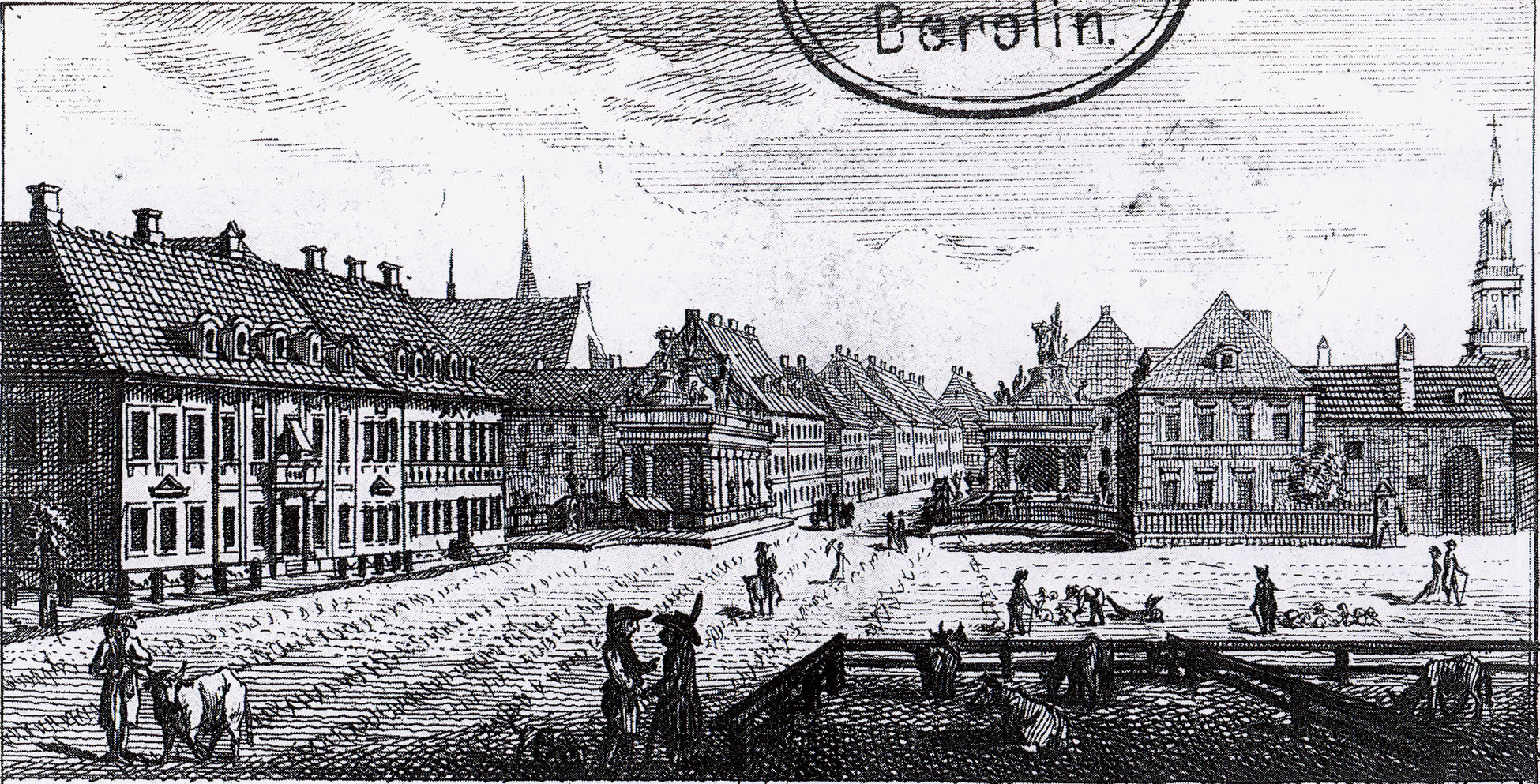
Alexanderplatz, 1796
(in der Mitte die Königsbrücke mit den Kolonnaden)

Nachdem der preußische König Friedrich I. nach seiner Krönung in Königsberg am 6. Mai 1701 durch das Georgentor in Berlin eingezogen war, wurde dieses nun Königstor genannt. Der Platz erhielt in offiziellen Dokumenten den Namen Königs Thor Platz. Auch die Georgenvorstadt hieß nun Königsvorstadt (kurz: Königsstadt). 1734 wurde die Berliner Zollmauer errichtet, die zunächst aus einem Palisadenzaun bestand und die ringförmig um die alte Stadt gewachsenen Vorstädte zusammenfasste. Dadurch verlor das Tor an Bedeutung und wurde schließlich im Jahr 1746 abgetragen. Ende des 18. Jahrhunderts war die Königsvorstadt in ihrer Grundstruktur mit unregelmäßigen Blöcken geschaffen, bedingt durch die vom Tor in verschiedene Richtungen abgehenden Straßen. Große Manufakturen (Seide und Wolle) wie der Kurprinz (eine der ersten Tuchfabriken der Stadt in einer ehemaligen Scheune) und ein Arbeitshaus (1758 eingerichtet), das als Asyl für Bettler und Obdachlose fungierte und in dem die Insassen zur Arbeit in der Tretmühle angehalten wurden, mit der eine richtige Mühle angetrieben wurde.
Zwischen 1752 und 1755 lebte Gotthold Ephraim Lessing in einem Haus am Alexanderplatz. 1771 wurde an der Stelle des Königstores eine neue Steinbrücke über den Festungsgraben (die Königsbrücke) gebaut, an deren Seiten 1777 die von Carl von Gontard geplanten Königskolonnaden mit Verkaufseinrichtungen darunter errichtet wurden. 1783–1784 entstanden sieben dreigeschossige, von Georg Christian Unger errichtete Gebäude um den Platz, unter anderem der berühmte Gasthof zum Hirschen, in dem Heinrich von Kleist in den letzten Tagen vor seinem Suizid lebte und auch Karl Friedrich Schinkel einige Zeit Dauermieter war.
Nach dem Siebenjährigen Krieg hatte sich das Königreich Preußen als Staat stabilisiert und der Alte Fritz setzte den Fokus auf mehr militärische Einrichtungen. Er beauftragte den Baumeister David Gilly mit der Errichtung einer Reit- und Exerzierhalle auf der Fläche neben dem Königsplatz. Dazu mussten die Gräber beseitigt werden oder sie wurden einfach überbaut. Die protestierenden Kirchengemeinden beschied der König unter anderem mit: „[…] Wenn die Soldaten dort üben, hätten die Toten doch Geselligkeit.“ Die 1800 eingeweihte Militärhalle war rund 80 m lang und 17 m breit. Fundamentreste sowie die Reste des Friedhofs (35 Gräber) wurden bei archäologischen Grabungen im Herbst 2019 unter Leitung von Torsten Dressler untersucht und dokumentiert. Das Exerzierhaus und der benachbart angelegte Paradeplatz dominierten nun fast 150 Jahre lang das Gebiet.
Die rund um den Platz Ansässigen waren im 19. Jahrhundert meist Handwerker, Kleinbürger, ausgemusterte Soldaten und Manufakturarbeiter. Der südliche Teil des späteren Alexanderplatzes war mit Bäumen vom Verkehr abgetrennt und diente als Paradeplatz, wohingegen die nördliche Hälfte weiterhin Markt blieb. Ab Mitte des 18. Jahrhunderts fand hier jedes Jahr im Juni die bedeutendste Wollmesse Deutschlands statt.

### Bedeutung des Platzes für die Residenzstadt Berlin (1805–1900)

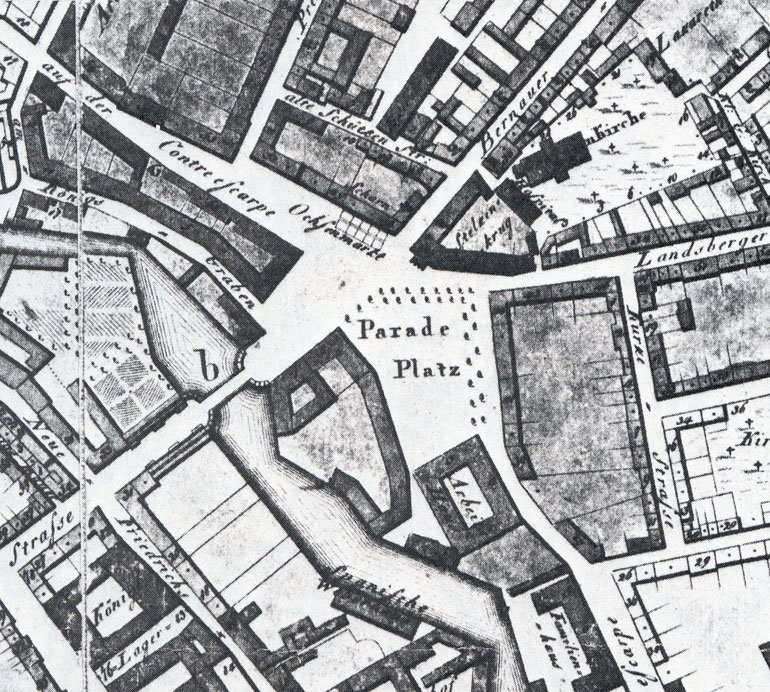
Plan des Alexanderplatzes, 1804 – die Grundform behielt er bis zur Umgestaltung in den 1920er Jahren

Auf dem Paradeplatz vor dem alten Königstor wurde am 25. Oktober 1805 der russische Zar Alexander I. zu einem Besuch empfangen. Anlässlich dieses Ereignisses erließ König Friedrich Wilhelm III. am 2. November folgende Verfügung zur Umbenennung des Platzes in Alexanderplatz:

„Da Se. Königliche Majestät mittels allerhöchster Kabinetts-Ordre vom 2ten dieses, der in der Königs-Vorstadt gelegenen Sandgasse den Namen Kaiserstraße, und dem Platz vor dem Arbeitshause in eben gedachter Vorstadt den Namen Alexander-Platz beizulegen geruhet haben, so wird solches dem Publikum hiermit zur Nachricht und Achtung bekanntgemacht.“

Im Südosten des Platzes wurde das Tuchmanufakturgebäude im Auftrag des Kaufmanns Cerf von Carl Theodor Ottmer für 120.000 Taler zum Königstädter Theater umgebaut. Die Grundsteinlegung erfolgte am 31. August 1823 und die Eröffnung am 4. August 1824. Aus finanziellen Gründen musste das Theater am 3. Juni 1851 schließen. Danach wurde das Gebäude zunächst als Wollmagazin, später als Mietshaus und bis zum Abriss 1932 als Gasthaus Aschinger genutzt.

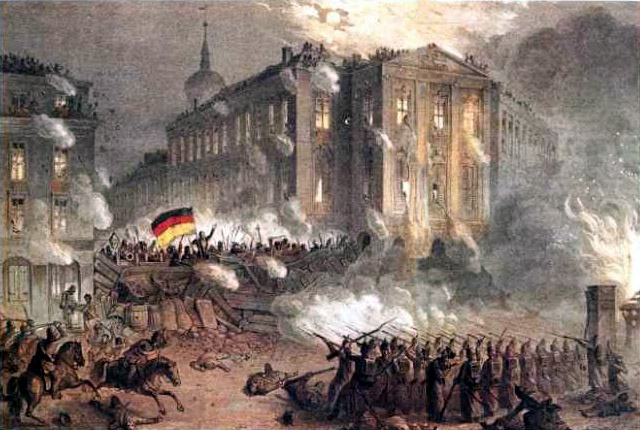
Straßenkämpfe während der Märzrevolution von 1848

Der Alexanderplatz wurde in diesen Jahren von Fischfrauen, Wasserträgern, Sandmännern, Plundermatzen (= Lumpenhändler oder Lumpensammler), Scherenschleifern und Eckenstehern (= Tagelöhner, vgl. Eckensteher Nante) bevölkert.
Wegen der Bedeutung als Verkehrsknotenpunkt fuhren bereits 1847 viertelstündlich Pferdeomnibusse von hier zum Potsdamer Platz.
Während der Märzrevolution 1848 kam es auch auf dem Alexanderplatz zu Straßenkämpfen. Revolutionäre blockierten den Weg vom Platz in die Stadt mit Barrikaden. Auch Theodor Fontane, der ganz in der Nähe in einer Apotheke arbeitete, beteiligte sich am Aufbau dieser Barrikaden und beschrieb später, wie er mit Material aus dem Königstädter Theater half, die Neue Königstraße zu verbarrikadieren: „Es ging über den Alexanderplatz weg auf das Königstädter Theater zu, das alsbald wie im Sturm genommen wurde.“

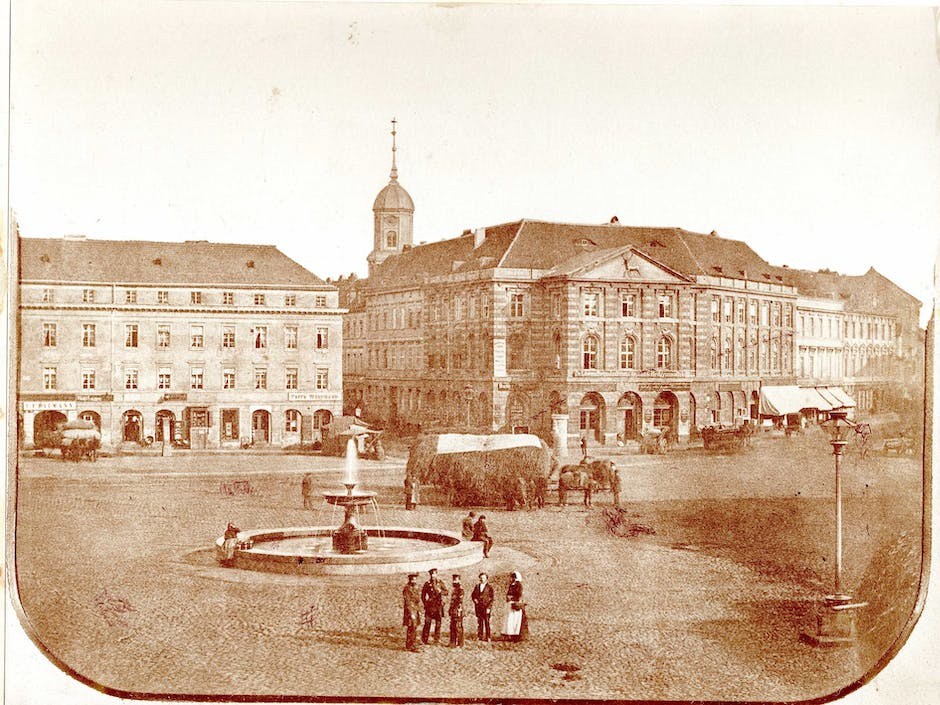
Ältestes Foto des Alex (1860)

Im 19. Jahrhundert wuchs die gesamte Königsstadt weiter, wobei bereits am Anfang des Jahrhunderts eine dreigeschossige Bebauung erreicht war und Mitte des Jahrhunderts eine viergeschossige. Ende des Jahrhunderts waren die meisten Gebäude bereits fünfgeschossig. Die großen Manufakturen und Militäreinrichtungen wichen der Wohnbebauung (vor allem Mietwohnungen für die neu in die Stadt gezogenen Fabrikarbeiter) und Handelshäusern.

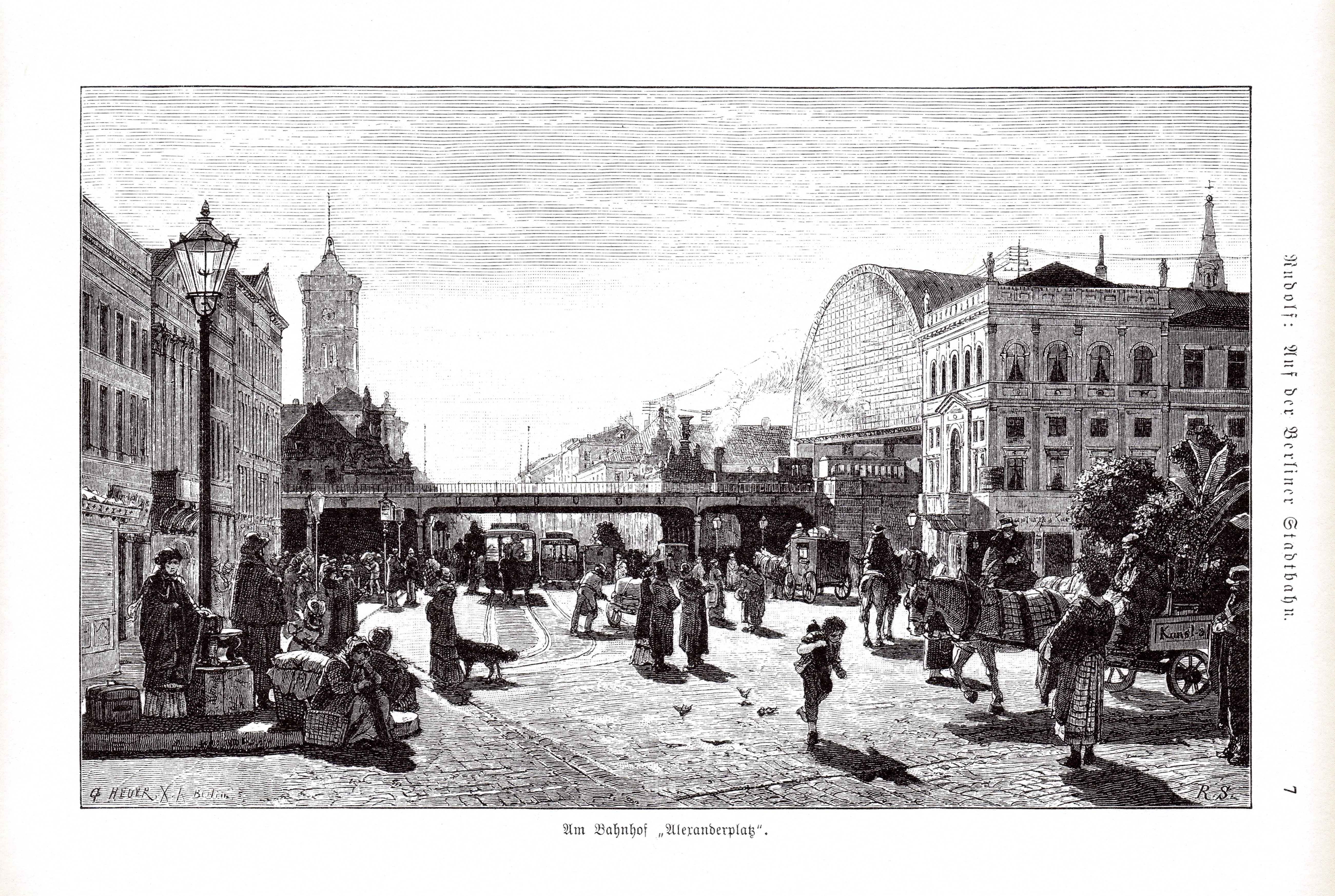
Neuer Stadtbahnhof am Alexanderplatz, 1882

Anfang der 1870er Jahre ließ die Berliner Verwaltung den ehemaligen Festungsgraben zuschütten, um auf ihm die Berliner Stadtbahn zu errichten, die 1882 eröffnet wurde und mit ihr der Stadtbahnhof Alexanderplatz. 1883–1884 entstand das Grand Hôtel, ein Neorenaissancebau mit 185 Zimmern und zum Platz hin mit Läden im Erdgeschoss. Von 1886 bis 1890 wurde außerdem von Hermann Blankenstein das Polizeipräsidium erbaut, ein riesiger Backsteinbau, dessen nördlicher Eckturm das Gebäude dominierte. Bis 1890 entstand auch das Amtsgericht am Alexanderplatz.
Im Jahr 1886 errichteten die Stadtväter westlich der Stadtbahn eine Zentralmarkthalle, woraufhin 1896 der Wochenmarkt auf dem Alexanderplatz verboten wurde. Durch die freiwerdenden Flächen teilte sich der Platz nun funktional. Während Ende des 19. Jahrhunderts der aufkommende Individualverkehr und die ersten Pferdeomnibuslinien den nördlichen Teil dominierten, war der südliche Teil (der ehemalige Paradeplatz) ruhiger, und der Gartendirektor Hermann Mächtig gestaltete ihn 1889 gärtnerisch. Im Nordwesten des Platzes wurde 1895 auf einer zweiten, kleineren Grünfläche die 7 1⁄2 m hohe kupferne Berolina-Statue von Emil Hundrieser aufgestellt.
Um die Jahrhundertwende entwickelte sich ein – heute vorwiegend als Einkaufsviertel genutztes – Gebiet nahe dem Alexanderplatz. Das sogenannte Scheunenviertel war das Zuhause vieler armer Menschen. Im Roman Berlin Alexanderplatz von Alfred Döblin werden die damaligen Zustände eindrucksvoll beschrieben.

### Blütezeit zwischen dem Kaiserreich und der NS-Zeit (1900–1940)

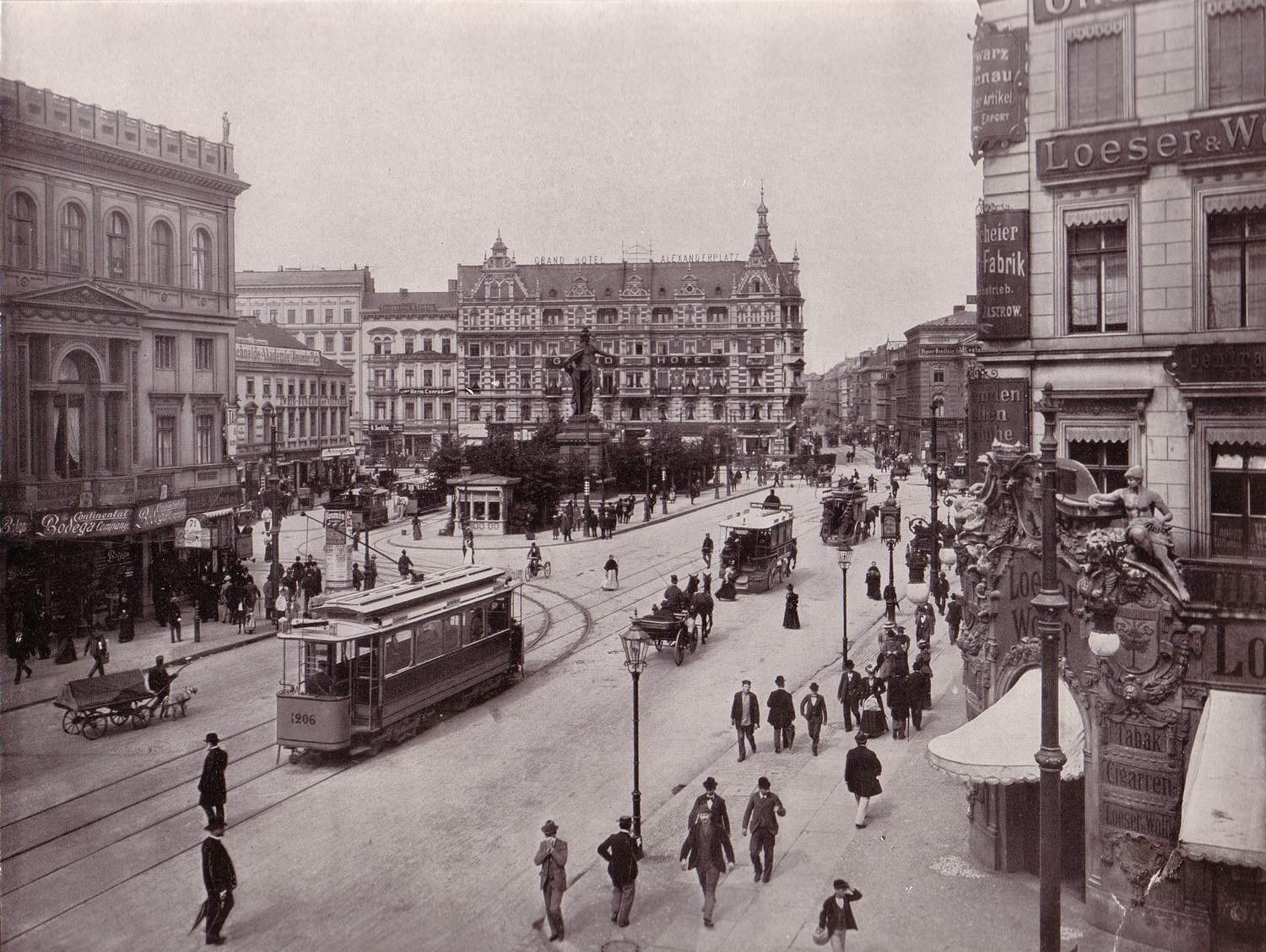
Alexanderplatz, 1903

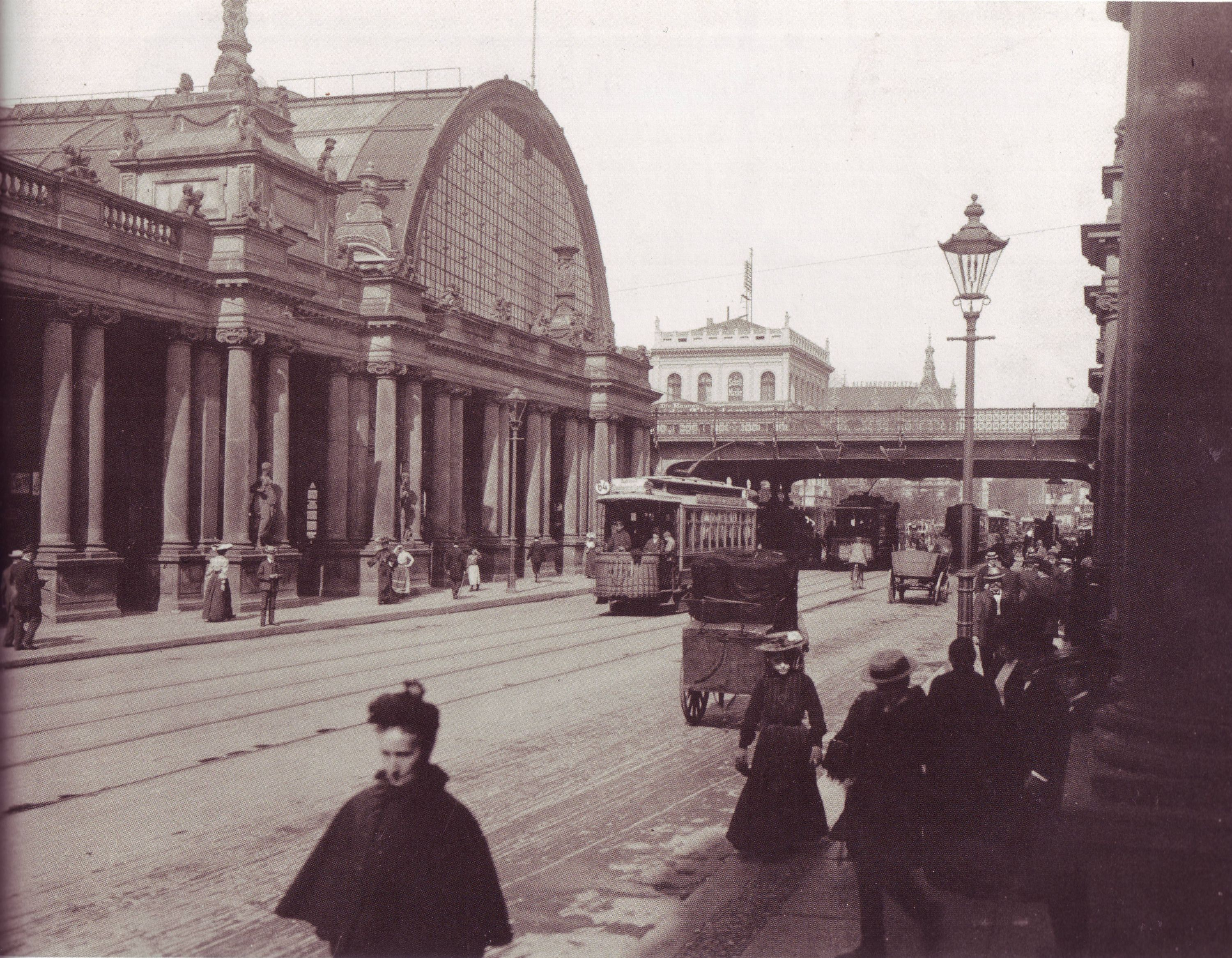
Stadtbahnhof Alexanderplatz mit Königskolonnaden, 1904

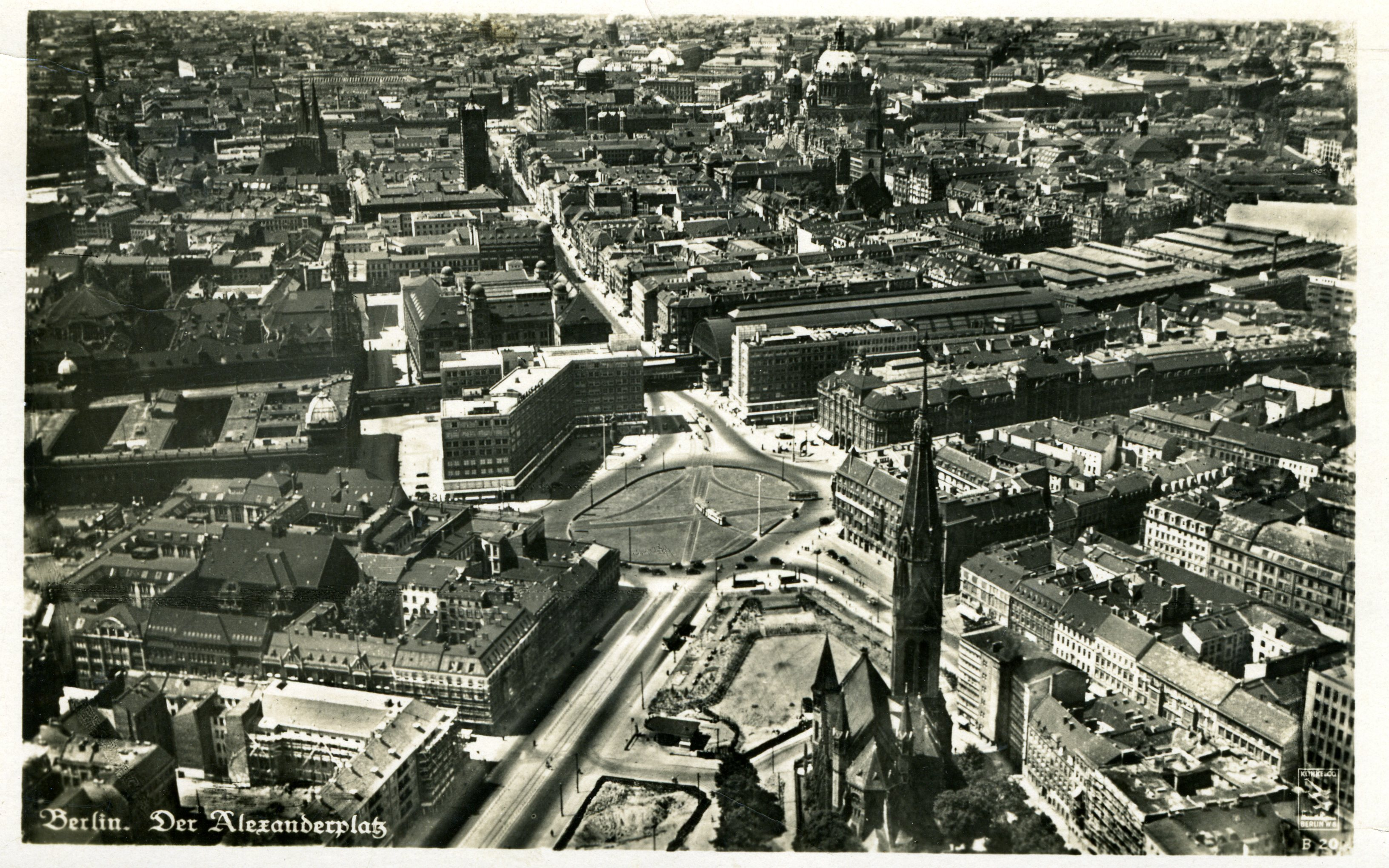
Luftbild vom Alexanderplatz mit geänderter Verkehrsführung und mit Georgenkirche, im Hintergrund sind das Marienviertel, das Heilige-Geist-Viertel, das Berliner Schloss und der Berliner Dom zu sehen, ca. 1930

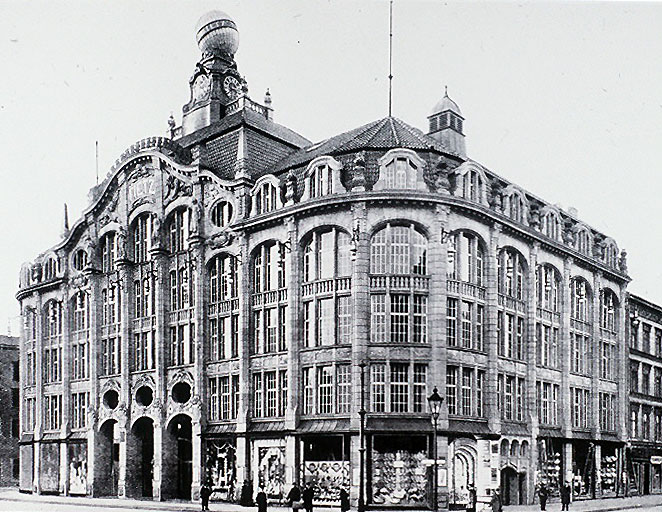
Kaufhaus Tietz, um 1911

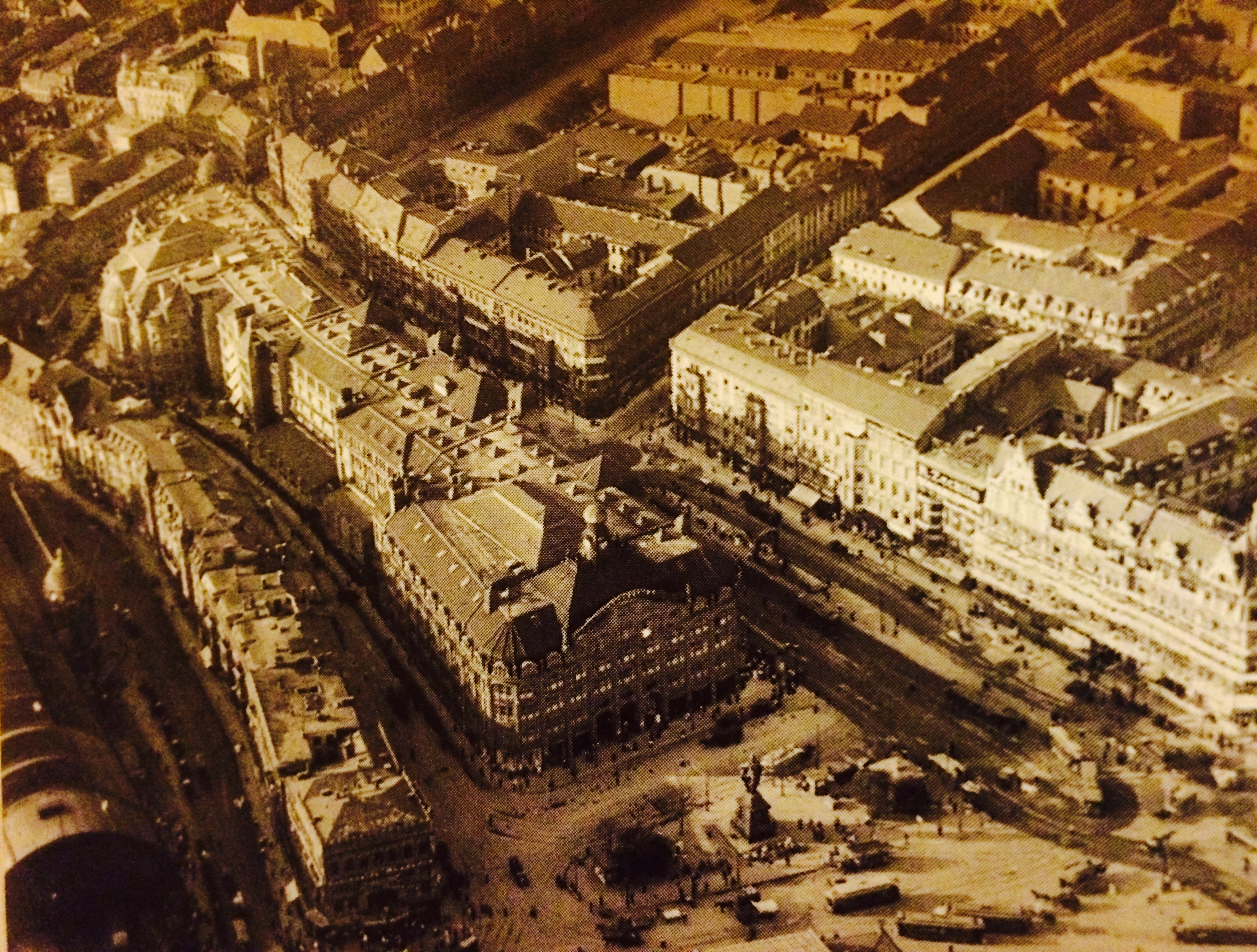
Blick auf den Alexanderplatz, 1912

Anfang des 20. Jahrhunderts erlebte der Alexanderplatz seine Blütezeit. 1901 gründete Ernst von Wolzogen in der ehemaligen Sezessionsbühne in der Alexanderstraße 40 zunächst unter dem Namen Buntes Brettl das erste deutsche Kabarett, das Überbrettl. Geboten wurde nach den Ankündigungen „Kabarett als gehobene Unterhaltung mit Kunstanspruch. Kaisertreu und Marktorientiert steht das unkritische Amüsement im Vordergrund“.
Ebenfalls in der ersten Hälfte des 19. Jahrhunderts erfolgte eine Umnutzung der noch immer vorhandenen Exerzierhalle, sie wurde zur Kleinen Alexhalle und wurde rasch von den Berlinern akzeptiert. Zur Zwischenlagerung der Waren erhielt die Halle gemauerte Kellerräume.
Am Platz ließen die Kaufleute Hermann Tietz, Georg Wertheim und Friedrich Hahn nun große Warenhäuser errichten, die nach ihren Eigentümern benannt wurden: Tietz (1904–1911), Wertheim (1910–1911) und Hahn (1911). Im Oktober 1905 eröffnete am Alexanderplatz, geplant von den Architekten Wilhelm Albert Cremer und Richard Wolffenstein, die bereits im Wettbewerb zum Bau des Reichstagsgebäudes einen zweiten Preis errungen hatten, der erste Bauabschnitt des Warenhauses Tietz. Es verstand sich als Volkswarenhaus für die Berliner, während sich das Kaufhaus Wertheim eher als Weltstadtwarenhaus für die Welt definierte. Das Warenhaus Tietz erfuhr noch weitere Bauabschnitte und hatte letztendlich 1911 eine überbaute Grundfläche von 7300 m² und zu dieser Zeit mit 250 m Länge die längste Kaufhausfassade der Welt. Für den Bau des Wertheim-Kaufhauses, einer Filiale des Hauses am Leipziger Platz, die von den Architekten Heinrich Joseph Kayser und Karl von Großheim entworfen wurde, mussten 1910 die Königskolonnaden abgetragen werden, die seither im Heinrich-von-Kleist-Park in Schöneberg stehen.
Im Oktober 1908 wurde in der Alexanderstraße 41 neben dem Bunten Brettl das von Hans Toebelmann und Henry Groß entworfene Lehrervereinshaus eingeweiht. Bauherr war der Berliner Lehrerverein, dem das Geschäftshaus mit Konditorei und Restaurant im Erdgeschoss als Mieteinnahmequelle diente. Im hinteren Bereich des Grundstücks bis zur Kurzen Straße hatte der Verein sein Verwaltungsgebäude und einen Hoteltrakt für Vereinsmitglieder sowie ein Saalgebäude für Veranstaltungen. Unter anderem fanden hier am 2. Februar 1919 die Trauerfeier für Karl Liebknecht und Rosa Luxemburg sowie am 4. Dezember 1920 der Vereinigungsparteitag von KPD und USPD statt. Die pädagogische Bibliothek des Lehrervereins fand in diesem Gebäude ihren Platz. Sie überstand hier als Deutsche Lehrerbücherei zwei Weltkriege und ist heute in die Bibliothek für Bildungsgeschichtliche Forschung eingegliedert.
Begünstigt wurde das Aufleben des Platzes durch seine Funktion als Verkehrsknotenpunkt. Neben den drei unterirdischen U-Bahn-Linien (ab 1913 beziehungsweise 1930) hielten hier die Fern- und S-Bahn auf den Viaduktbögen der Stadtbahn, Omnibusse sowie ab 1877 Pferde- und seit 1898 auch elektrische Straßenbahnen, die von hier aus sternförmig in alle Himmelsrichtungen fuhren. So entstanden fünf Verkehrsebenen. Der U-Bahnhof wurde von Alfred Grenander entworfen und war in der Farbfolge der U-Bahnhöfe, die am Leipziger Platz mit Grün begann, im dunklen Rot gehalten. In den Goldenen Zwanzigern war der Alexanderplatz neben dem Potsdamer Platz der Inbegriff der lebhaft pulsierenden Weltstadt Berlin. Viele der ihn begrenzenden Gebäude und Bahnbrücken trugen große Leuchtreklametafeln, die die Nacht zum Tag machten. Sein Gesicht änderte sich von Tag zu Tag.
Unter anderem warb die Berliner Zigarettenfirma Manoli mit einem Ring aus Neonröhren, der ständig um eine schwarze Kugel kreiste. Das sprichwörtlich durchgedrehte „Berliner Tempo“ jener Jahre wurde daraufhin mit „total manoli“ charakterisiert (siehe Berlinisches Wörterbuch). Der Schriftsteller Kurt Tucholsky schrieb ein Gedicht, und der Komponist Rudolf Nelson machte daraus die legendäre Revue Total manoli mit der Tänzerin Lucie Berber. Dem Schriftsteller Alfred Döblin diente der Platz namensgebend für seinen Roman Berlin Alexanderplatz und Walter Ruttmann drehte seinen Film Berlin – Die Sinfonie der Großstadt 1927 auch am Alexanderplatz. Der Platz „platzte“ bald aus allen Nähten.

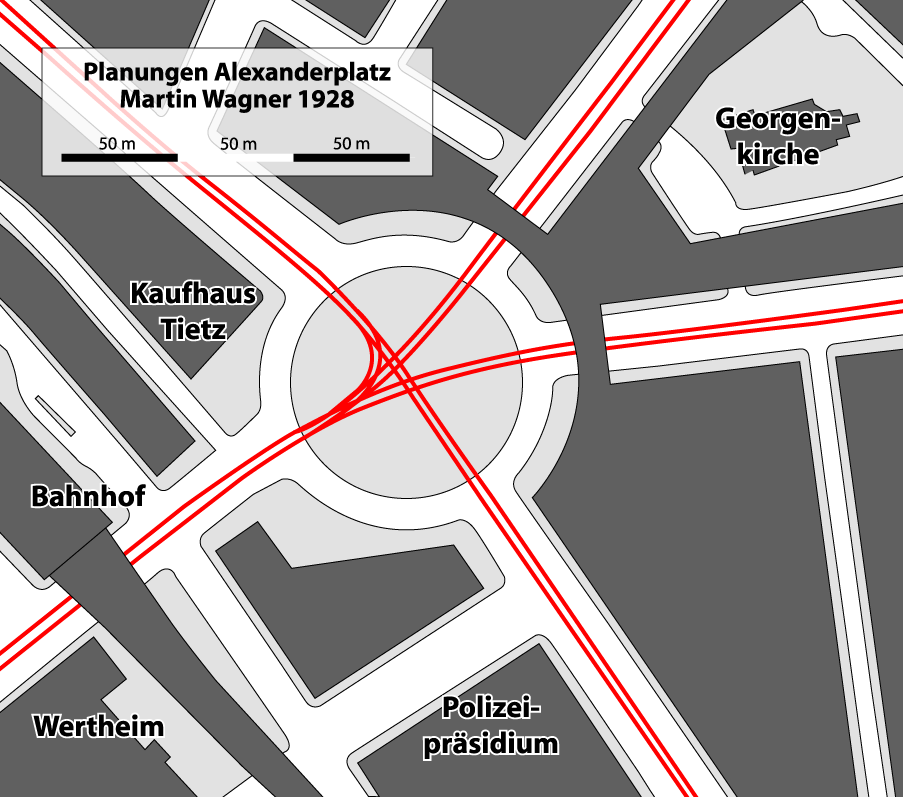
Martin Wagners Planung von 1928; an der Hufeisenform orientierten sich alle Wettbewerbs-Architekten

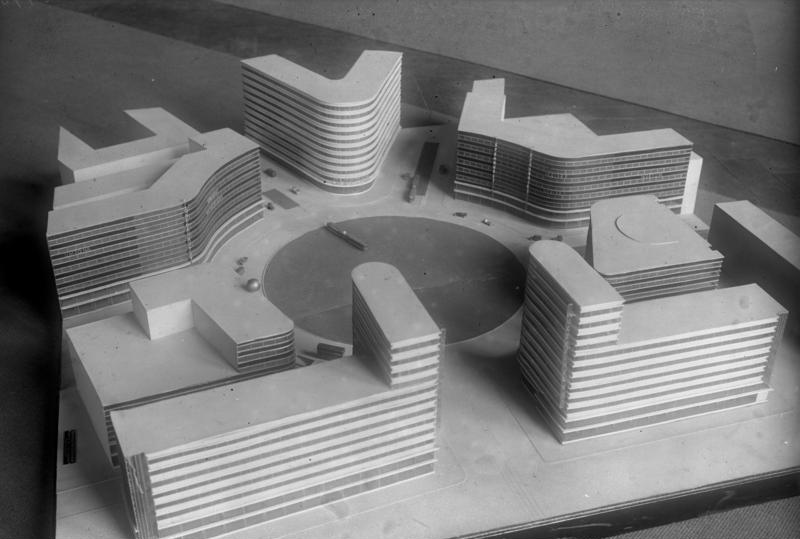
Siegerentwurf der Architekten Hans und Wassili Luckhardt für den neugeplanten Alexanderplatz. Im Vordergrund befinden sich die zwei Gebäude, die heute im Umfang von Alexanderhaus und Berolinahaus eingenommen werden.

Im Zusammenhang mit dem drohenden Kollaps des Individualverkehrs am Alexanderplatz schlug der damalige Baustadtrat Martin Wagner Ende der 1920er Jahre eine Umgestaltung des Areals vor. Der Platz sollte dem Verkehr angepasst und die Gebäude architektonisch einheitlich sein. Wagner entwarf 1929 einen Plan, in dem der Platz zu einem Kreisverkehr mit einem Durchmesser von 100 m umgestaltet werden sollte. Der Entwurf sah außerdem zwölf Meter breite Straßen mit zehn Meter breiten Bürgersteigen vor. Um dieses Rondell herum sollten siebengeschossige Gebäude entstehen.
Die Neue Königstraße und die Landsberger Straße, die von Nordosten in den Platz mündeten, sollten dabei von Gebäuden überbaut werden mit zwei Etagen hohen Durchfahrten. Damit wollte Wagner erreichen, dass der Platz architektonisch geschlossen war. Für das Warenhaus Tietz im Nordwesten des Platzes war eine neue Fassade vorgesehen.
Nach den Vorgaben Wagners wurde ein beschränkter Architekturwettbewerb gestartet, an dem fünf Berliner und ein Kölner Architektenbüro teilnehmen durften. Neben dem Siegerentwurf des Büros Hans und Wassili Luckhardt mit Alfons Anker nahmen auch Peter Behrens, Ludwig Mies van der Rohe, Paul Mebes, Johann Emil Schaudt und Heinrich Müller-Erkelenz an diesem Wettbewerb teil. Die Entscheidung fiel am 5. Februar 1929. Als einziger Architekt hielt sich Mies van der Rohe nicht an die Vorgaben und belegte den letzten Platz des Wettbewerbs.
Da sich nicht genügend private Investoren zur Umsetzung des Plans von Luckhardt fanden, kam der Berliner Magistrat auf Behrens’ Entwurf zurück, obwohl er im Architekturwettbewerb nur den zweiten Platz belegt hatte. Behrens hatte eine ovale Form (Länge 97 m, Breite 63 m) vorgesehen, mit Rasen begrünt und einer Ligusterhecke eingefasst, um den hufeisenförmig Gebäude errichtet werden sollten.

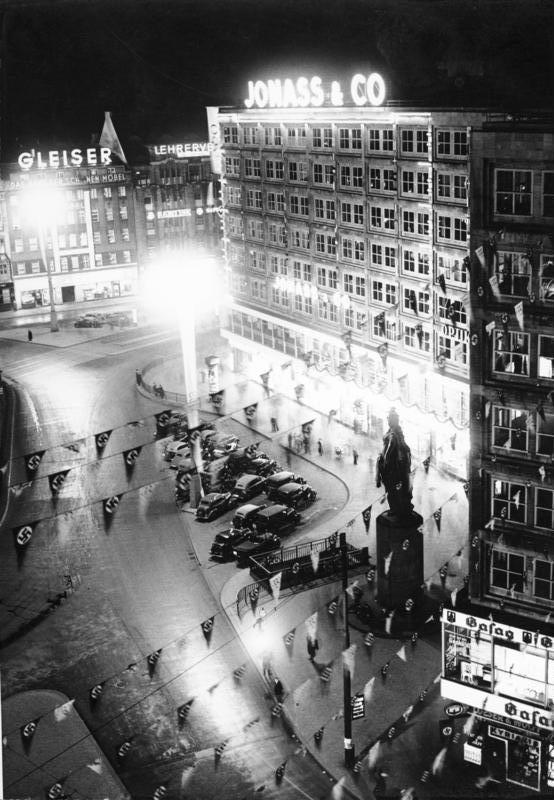
Festliche Beleuchtung anlässlich der Olympischen Sommerspiele 1936 mit letztem Standort der Berolina

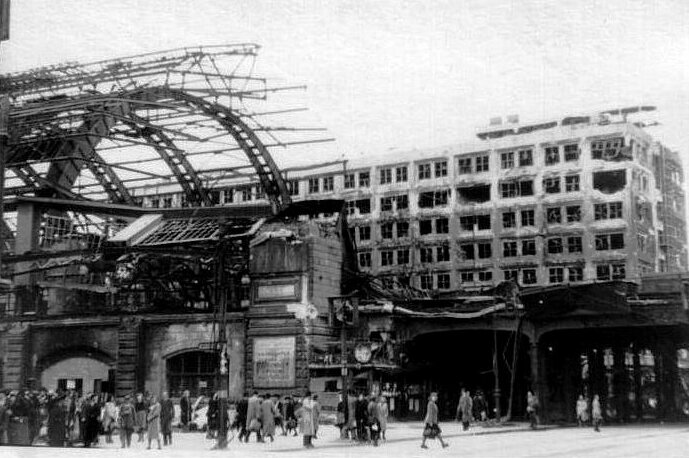
Zerstörter Bahnhof Alexanderplatz, Mai 1945

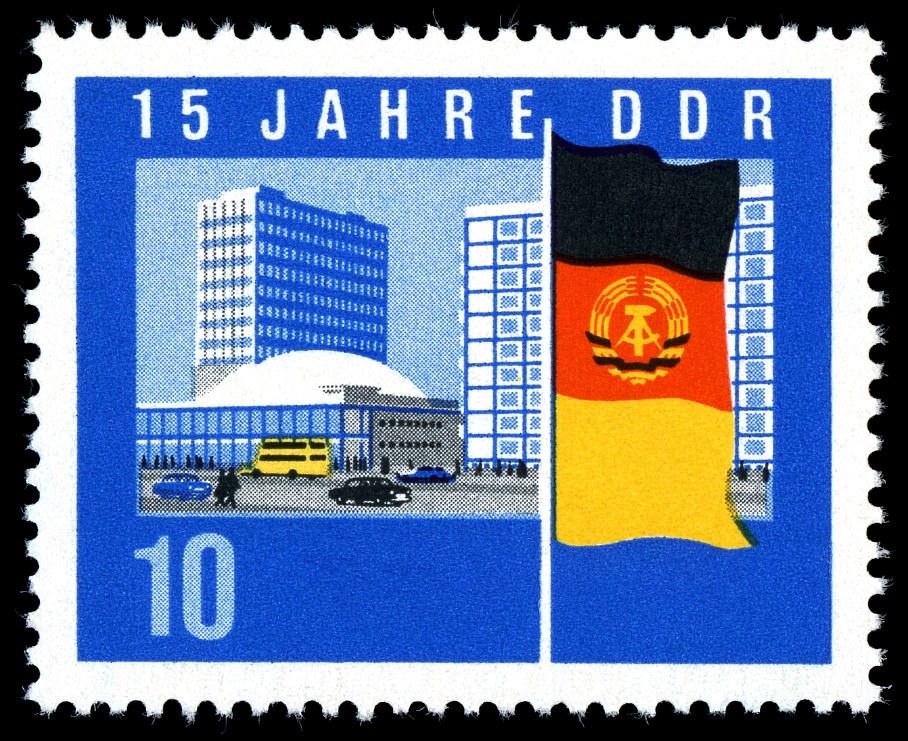
Östliche Neubauten neben dem Alexanderplatz auf einer Briefmarke der DDR von 1964, zentrales Motiv ist die Kongresshalle am Alexanderplatz

Bis Anfang der 1930er Jahre wurden zwei der von Peter Behrens geplanten Gebäude parallel zur Stadtbahn errichtet: das Alexanderhaus und das Berolinahaus. Hierzu mussten Aschinger und das ehemalige Königstädtische Theater sowie die Häuserzeile an der Stadtbahn abgebrochen werden, darunter das Haus mit den 99 Schafsköpfen. Der neue Kreisverkehr nahm sechs Straßen auf. Die 7 1⁄2 m hohe Berolina-Figur, die 1925 dem Bau des neuen Kreuzungsbahnhofs der Untergrundbahn weichen musste, wurde 1934 vor dem Alexanderhaus neu aufgestellt.
Doch auch Behrens’ Entwurf konnte nicht komplett umgesetzt werden, da der Großteil der Flächen Privateigentum war und die Ankaufsumme für die Grundstücke bei gewaltigen 20 Millionen Mark lag (kaufkraftbereinigt in heutiger Währung: rund 108,6 Millionen Euro). Das US-amerikanische Konsortium, das das Alexander- und Berolinahaus bauen ließ, hatte nach der Weltwirtschaftskrise kein Geld für weitere Bauten, und auch andere Investoren fanden sich nicht. Auch in der Zeit des Nationalsozialismus gab es keine Neubauten am Alexanderplatz. Die Planunterlagen für die nördlich begrenzenden Behrensbauten fand man vor einigen Jahren in einem verschlossenen Raum des Bunkers am U-Bahnhof Gesundbrunnen.
Im Jahr 1936, als in Berlin die Olympischen Sommerspiele stattfanden, war das Verkehrsaufkommen an diesem Knoten besonders hoch, eine Verkehrszählung ergab 35.000 Fahrzeuge in der Zeit zwischen 7 und 21 Uhr. Der Alex war damit der damals verkehrsreichste Platz in Berlin.

### Zerstörung des Platzes und der umliegenden Bauwerke (1940–1945)
Zu einer der größten Luftschutzanlagen der Stadt zählte im Zweiten Weltkrieg der Tiefbunker unter dem Alexanderplatz. Er war 1941 bis 1943 im Auftrag der Deutschen Reichsbahn von der Firma Philipp Holzmann erbaut worden.
Die Kriegshandlungen erreichten den Alexanderplatz Anfang April 1945. Die Berolina-Statue war schon 1944 entfernt und vermutlich zu Rüstungszwecken eingeschmolzen worden. Während der Schlacht um Berlin beschoss die Artillerie der Roten Armee auch die Stadtquartiere um den Alexanderplatz. Die Kämpfe der letzten Kriegstage zerstörten erhebliche Teile der Königsvorstadt sowie viele der Gebäude rund um den Alexanderplatz. Die Wehrmacht hatte sich in den Tunneln der U-Bahn verschanzt. Wenige Stunden vor Einstellung der Kampfhandlungen in Berlin sprengten am 2. Mai 1945 Truppen der SS den Nord-Süd-Tunnel der S-Bahn unter dem Landwehrkanal, um das Vordringen der Roten Armee in die Berliner Innenstadt zu erschweren. Der gesamte Tunnel wurde geflutet und über einen Verbindungsgang am U-Bahnhof Friedrichstraße auch große Teile des U-Bahn-Netzes (siehe: Berliner U-Bahn/Geschichte: Die U-Bahn unter Wasser). Dabei kamen viele Personen ums Leben, die in den Tunneln Schutz gesucht hatten. Von den damals 63,3 Tunnelkilometern der U-Bahn waren rund 19,8 Kilometer von über einer Million Kubikmeter Wasser überflutet.

### Enttrümmerung und Wiederaufbau (1945–1964)

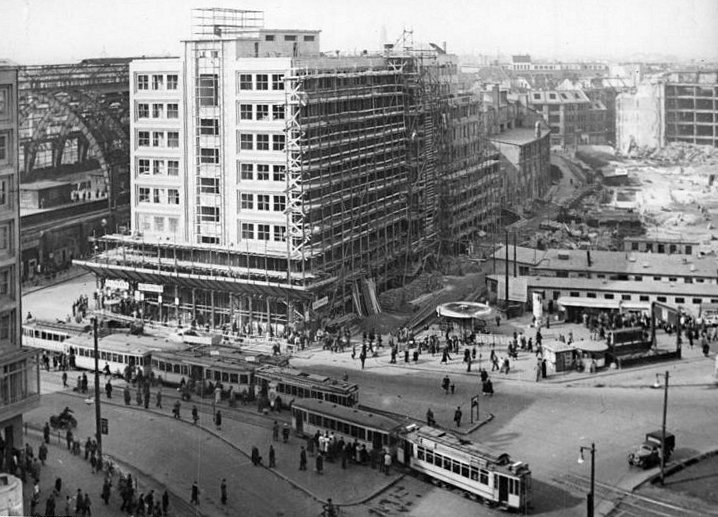
Zerstörter Alexanderplatz mit dem Berolinahaus während des Wiederaufbaus, 1950

Bevor ein planmäßiger Wiederaufbau des gesamten Alexanderplatzes erfolgen konnte, wurden in Massenaktionen die Kriegsruinen enttrümmert. Die Fläche des Platzes avancierte zu einem beliebten Schwarzmarkt für Tauschgeschäfte kleiner Leute aber auch für ganze Schieberringe. Die Polizei machte mehrfach täglich Razzien zur Eindämmung dieser illegalen Handelstätigkeit.
Die Wiederaufbauplanung des Berliner Innenstadtgebietes nach dem verlorenen Krieg stand im Zeichen eines Neubeginns unter der Prämisse, dem schnell anwachsenden Kraftfahrzeugverkehr auf den innerstädtischen Durchgangsstraßen nun mehr Raum zu geben. Diese Idee einer autogerechten Stadt ging auf Überlegungen und Reißbrettplanungen Hilbersheimers und Le Corbusiers aus den 1930er Jahren zurück. Hans Scharouns Kollektivplan von 1946 sah daher großflächige Abrisse vor, die Platz für breite Straßenschneisen der geplanten Bandstadt entlang des Landwehrkanals schaffen sollten. Die Teilung Berlins und die sich verschärfende Wohnungsfrage verhinderten die konsequente Umsetzung dieses radikalen Planansatzes. Grundlage für den Aufbau im Ostteil Berlins wurden die 16 Grundsätze des Städtebaus vom 27. Juli 1950 und die daraus folgenden Grundsätze für die Neugestaltung der Berliner Innenstadt vom 23. August 1950. Am 6. September 1950 wurde vom Ost-Berliner Magistrat das Aufbaugesetz verabschiedet.

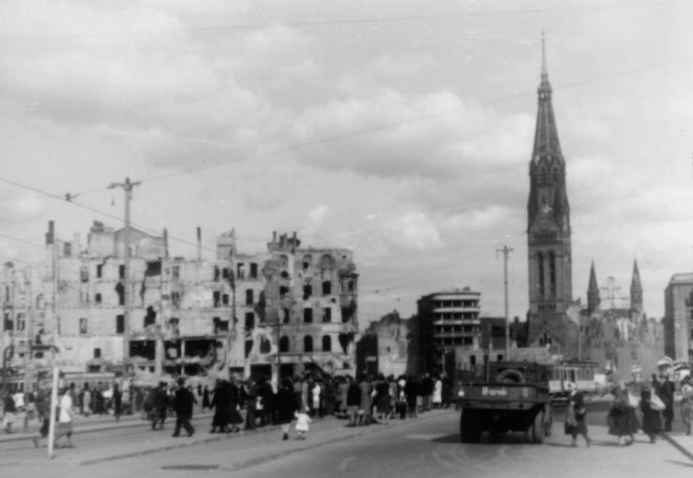
Minolhaus und Georgenkirche nach Kriegsende

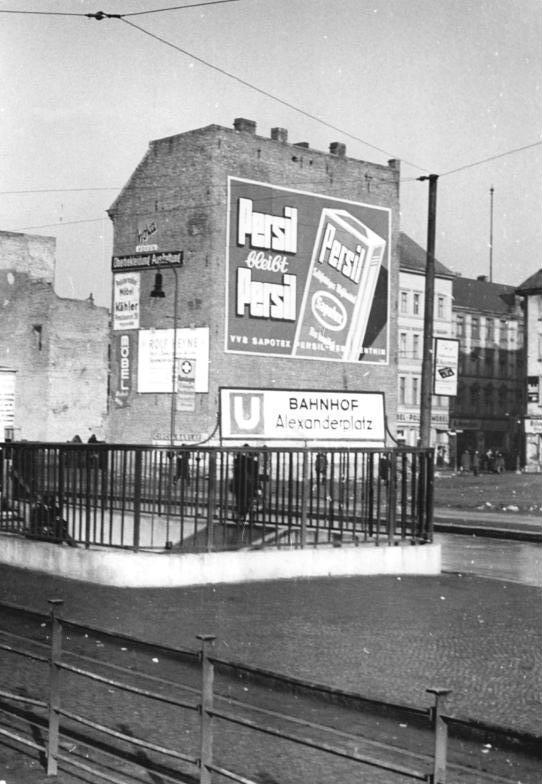
Straßenbahnsteig, westlicher U-Bahn-Zugang und Persil-Werbung am Alexanderplatz in Ost-Berlin, 1951

Die Grundsätze für die Neugestaltung der Berliner Innenstadt sahen eine 90 m breite Straße vom Osten über den Alexanderplatz zum Boulevard Unter den Linden vor. Die Umsetzung begann 1951 in der Stalinallee. Anstelle der zerstörten Wohn- und Handelshäuser wurden in Plattenbauweise neue Gebäude errichtet.
Die wiederaufbaufähige Ruine der Georgenkirche wurde, trotz massiver Proteste und Klagen, am 18. Juni 1949 auf Anordnung des Ost-Berliner Magistrats gesprengt. Die Ruine des im Krieg zerstörten Lehrervereinshaues an der Alexanderstraße 41 wurde beseitigt und 1961–1964 durch das Haus des Lehrers mit der angrenzenden Kongresshalle ersetzt.

### Idee eines „sozialistischen“ Platzes (1964–1989)

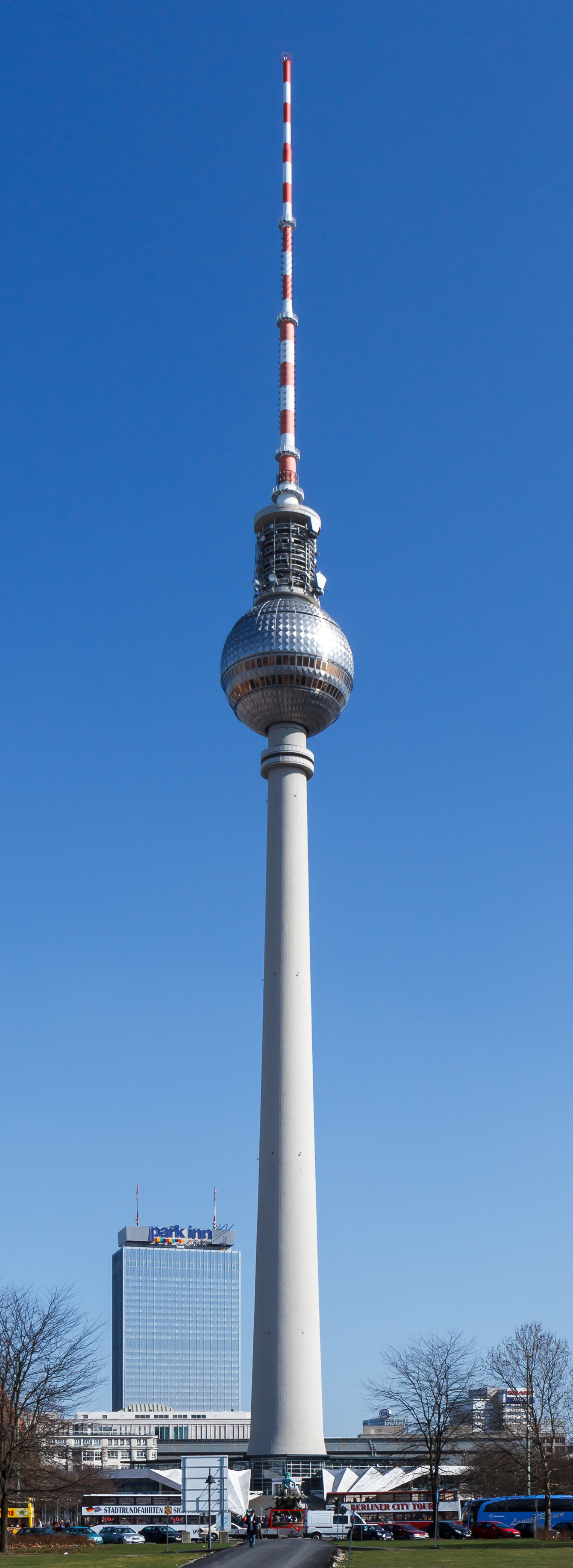
Park-Inn-Hotel, Fernsehturm und Dach des Hauses des Reisens (v. l. n. r.), 2012

Der V. Parteitag der SED hatte 1958 den Beschluss gefasst, die damalige Stalinallee als östliche Achse Berlins – im Gegensatz zur vormaligen, über die Schillingstraße mit dem Platz verbundenen Großen Frankfurter Straße – gradlinig bis zum Alex durchzuziehen. Der Magistrat hatte im Frühjahr 1964 einen Wettbewerb zur Neugestaltung des Alexanderplatzes ausgeschrieben. Teilnehmen durften sechs Architekturkollektive. Wettbewerbsgewinner wurde der Entwurf des Stadtbauamts im Kollektiv von Schweizer, Tscheschner und Schulz sowie Näther, das die Gesamtkonzeption entwickelte. Nach diesem Plan sollte der Platz vollständig vom fließenden Verkehr befreit und die Straßen tangential daran vorbeigeführt werden. Weitere zwei Straßendurchbrüche in Form von Verkehrs-Spangen waren vorgesehen:
- Die westlich am Platz vorbeiführende Karl-Liebknecht-Straße als Verbindung von der in sie mündenden, von Norden kommenden Prenzlauer Allee zur zentralen Straße Unter den Linden und
- die Grunerstraße mit einem Autotunnel als Verbindung zwischen Leipziger Straße und Otto-Braun-/Greifswalder Straße im Südosten des Alexanderplatzes.

Auch die südlich angrenzende Rathausstraße sollte zur Fußgängerzone umgestaltet werden. Die Überschneidung von Fußgänger- und Fahrzeugverkehr sollte durch die Anlage großzügiger unterirdischer ‚Fußgänge‘ entflochten werden; dies sollte die Aufenthaltsqualität auf dem Alexanderplatz verbessern. Bei der schrittweisen Verwirklichung dieser Pläne wurde der Platz von seinem ursprünglich urbanen städtischen Umfeld abgekoppelt. Durch den Abriss weiterer Gebäude und die Verlegung der Straßenzüge entstand eine überdimensionierte Platzfläche. Für den Bau des Straßentunnels wurde das Anfang der 1930er Jahre im Stil der Neuen Sachlichkeit erbaute, nach leichten Kriegsschäden instandgesetzte Minolhaus abgerissen; für die Verbreiterung der Grunerstraße wurden zudem die zum Wiederaufbau vorgesehene Ruine des Refektoriums des Grauen Klosters und ein Flügel des Berliner Stadtgerichts abgerissen.
Im Jahr 1966 hatte eine Verkehrszählung ergeben, dass in Spitzenzeiten 10.000 Personen die Stationen der U- und S-Bahn am Alexanderplatz nutzten. 3600 Pkw, 136 Straßenbahnen und 60 Omnibusse überquerten pro Stunde den Platz, dazu kamen 26.000 Fußgänger. Im März 1966 begann die Umsetzung der Neubauplanung des Alexanderplatzes auf der Grundlage des Architekturwettbewerbs. 34 Häuser wurden abgerissen; 550 Familien und 67 Gewerbeobjekte mussten umziehen. 1967 wurden alle Straßenbahn-Linien vom Platz entfernt und anderweitig geführt. Am Morgen des 2. Januar 1967 überquerte gegen 4:30 Uhr eine Bahn der Linie 69 als letzte das Platzoval. Auf der nordwestlichen Platzseite entstanden bis 1969 das Centrum-Warenhaus und das 120 m hohe Interhotel Stadt Berlin. In der gleichen Zeit wurden auf der Nordseite das Haus des Berliner Verlages, das zehngeschossige Haus der Elektroindustrie, das Haus der Statistik (1970) und das siebzehngeschossige Haus des Reisens (1971) errichtet. Im Jahr 1969 wurde die Platzfläche neu gestaltet: Walter Womackas Brunnen der Völkerfreundschaft und Erich Johns Urania-Weltzeituhr schmückten nun den Bereich. Sie wurden bald zu Treffpunkten von Berlinern und Touristen. Damit war die bauliche Fassung und Umgestaltung des Alexanderplatzes im Sinne einer sozialistischen Stadtplanung fertiggestellt. Die Platzfläche war mit 80.000 m² mehr als viermal so groß wie vor dem Zweiten Weltkrieg (18.000 m²). Die ihn umgebenden breiten Straßen trennten den Alexanderplatz von den benachbarten Wohnquartieren.
Die Planung und konzeptionelle Ausgestaltung folgte dem Beispiel Moskaus. Ähnlich wie der Rote Platz war der Alexanderplatz als zentraler Kundgebungsort für Großveranstaltungen geplant. Der 125 m breite Straßenzug der Karl-Marx-Allee diente als Aufmarschplatz für die alljährlichen Paraden der Nationalen Volksarmee im Rahmen der Feier der Gründung der DDR. Der Alexanderplatz gilt als ein Beispiel für ideologisch beeinflusste Architektur in der Deutschen Demokratischen Republik. Der Fernsehturm war eine von weither sichtbare Landmarke und wurde zu einem Ost-Berliner Wahrzeichen.
Seit den 1950er Jahren fanden regelmäßig Kunstwettbewerbe auf dem U-Bahnhof Alexanderplatz (Linie U2) statt. Nach 1990 führte die BVG diese Tradition fort und organisierte mit der Neuen Gesellschaft für bildende Kunst (NGBK) erfolgreich thematische Kunstausstellungen auf den wandseitigen Werbeflächen der Untergrundstation.
Nach seiner Fertigstellung 1971 waren es zunächst Großereignisse, die den Platz belebten, wie zum Beispiel die X. Weltjugendfestspiele im Sommer 1973, die Feiern zum 25. Jahrestag der DDR im Oktober 1974 oder die Feierlichkeiten zum 30. Jahrestag des Kriegsendes 1975. Der Platz entwickelte sich allmählich zum Zentrum Ost-Berlins.
Am 4. November 1989, einem Samstag, fand auf dem Platz die Alexanderplatz-Demonstration statt, eine der größten Demonstrationen der Berliner Geschichte. Die Rednertribüne befand sich unmittelbar vor dem Haus des Reisens. Die Alexanderplatz-Demonstration gilt als ein Meilenstein der friedlichen Revolution in der DDR. Fünf Tage nach dieser live im DDR-Fernsehen übertragenen Versammlung fiel die Berliner Mauer.

### Planungen, Sanierungen und Neugestaltungen nach der Wende (1990–2004)

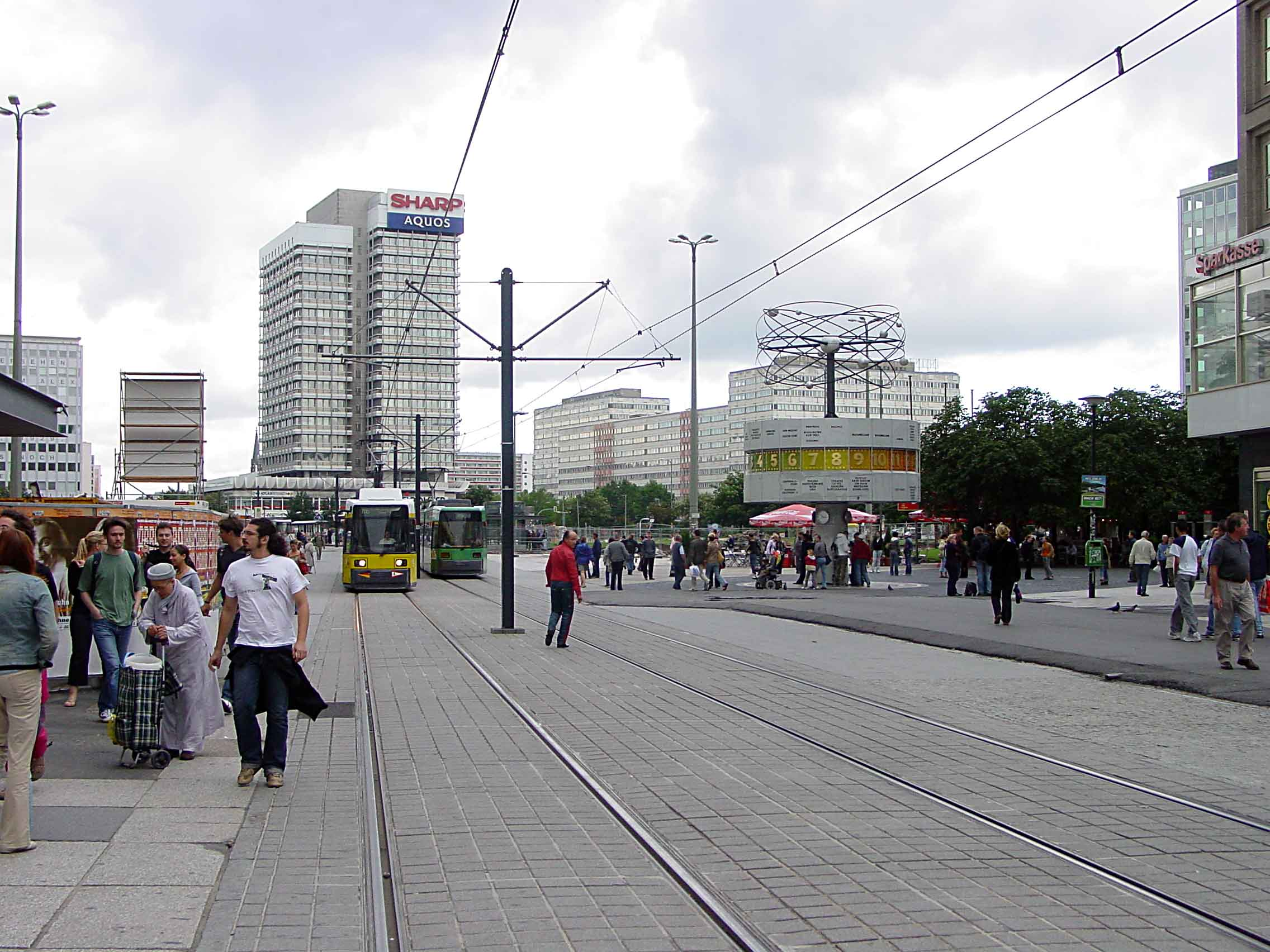
Straßenbahn auf dem Alexanderplatz. Im Hintergrund die Urania-Weltzeituhr und das Haus des Reisens, 2005.

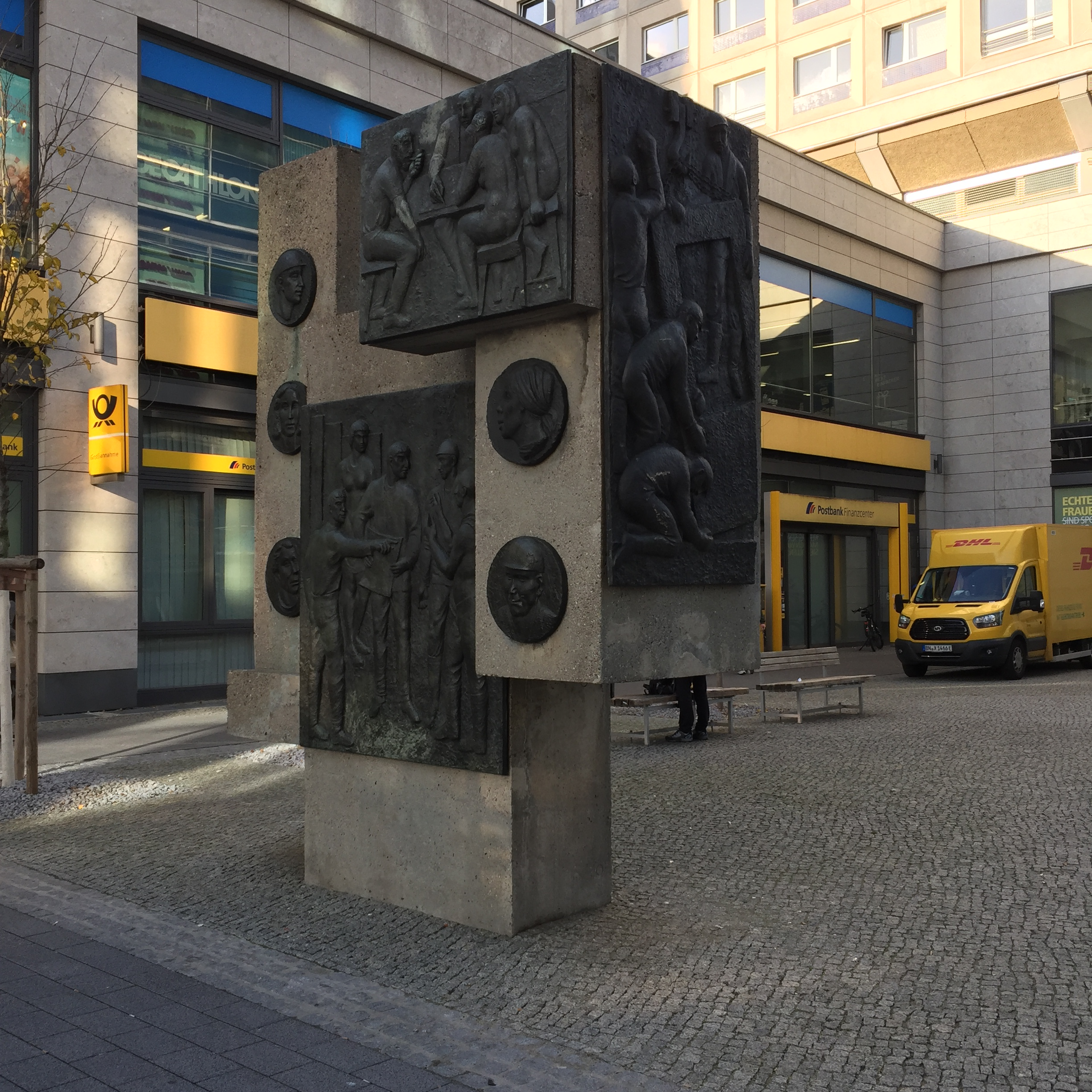
Monument für die Bauarbeiter (1970) Gerhard Rommel

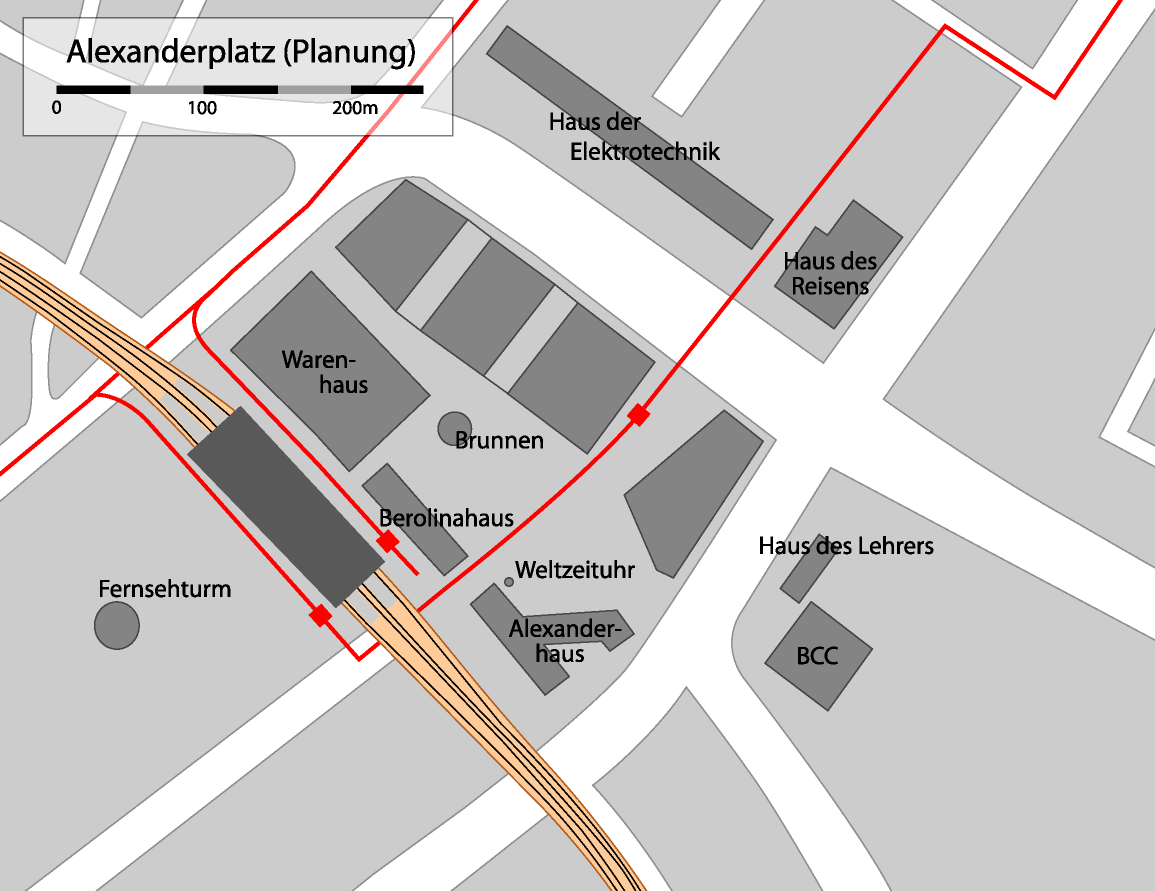
Planungen für den Platz

Blick zur Weltzeituhr mit Fernsehturm, 2015

Nach der politischen Wende entsprach die sozialistische Stadtplanung und Architektur der 1970er Jahre nicht mehr den Vorstellungen einer innerstädtischen Platzsituation. Investoren verlangten Planungssicherheit für ihre Bauvorhaben. Aus den ersten Diskussionen mit der interessierten Öffentlichkeit entstand schnell das Ziel, den Alexanderplatz wieder an das Straßenbahnnetz anzuschließen und besser an die umliegenden Stadtquartiere anzubinden. 1993 fand daher ein städtebaulicher Ideenwettbewerb für Architekten zur Umgestaltung des Platzes und seiner näheren Umgebung statt. In der ersten Phase gab es 16 Einsendungen, von denen fünf im April 1993 für die zweite Phase des Wettbewerbs ausgewählt wurden. Diese fünf Architekten mussten ihre Pläne an detaillierte Anforderungen anpassen. Beispielsweise war nun die Rückkehr der Straßenbahn auf den Alex geplant, und die Umsetzung der Pläne in mehreren Stufen musste ermöglicht werden. Der am 17. September 1993 ermittelte Gewinner war der Berliner Architekt Hans Kollhoff, der, an den Behrens-Entwurf angelehnt, eine hufeisenförmige sieben- bis achtgeschossige Bebauung mit 150 m hohen Türmen mit 42 Geschossen im Außenbereich vorsah. Das Alexanderhaus und das Berolinahaus – beide unter Denkmalschutz – bilden dabei die südwestliche Begrenzung. Den zweiten Platz belegte der Entwurf von Daniel Libeskind und Bernd Faskel. Der Vorschlag des Architekturbüros Kny & Weber, der sich stark an der Hufeisenform Wagners orientierte, errang schließlich den dritten Platz. Der Entwurf von Kollhoff wurde am 7. Juni 1994 vom Berliner Senat als Grundlage für die weitere Umgestaltung des Alex beschlossen und wird als Kollhoff-Plan bezeichnet.
Im Jahr 1995 schloss zunächst die Landesbank Berlin die Sanierung des Alexanderhauses ab. 1998 fuhr die erste Straßenbahn wieder über den Alexanderplatz, und 1999 wurden mit den Grundstückseigentümern und den Investoren die städtebaulichen Verträge für die Umsetzung der Pläne von Kollhoff und Timmermann unterzeichnet. Am 2. April 2000 schrieb der Senat endgültig den Bebauungsplan für den Alexanderplatz fest. Die Kaufverträge zwischen Investoren und der Senatsverwaltung für Stadtentwicklung unterzeichneten beide Seiten am 23. Mai 2002, womit die Grundlagen für den Umbau geschaffen worden waren. Die Umsetzung erfolgte in kleinen Schritten, die angedachten Hochhäuser waren noch in weiter Ferne, weil sich kaum Investoren fanden.

### Bauboom und Platzumgestaltung (seit 2004)

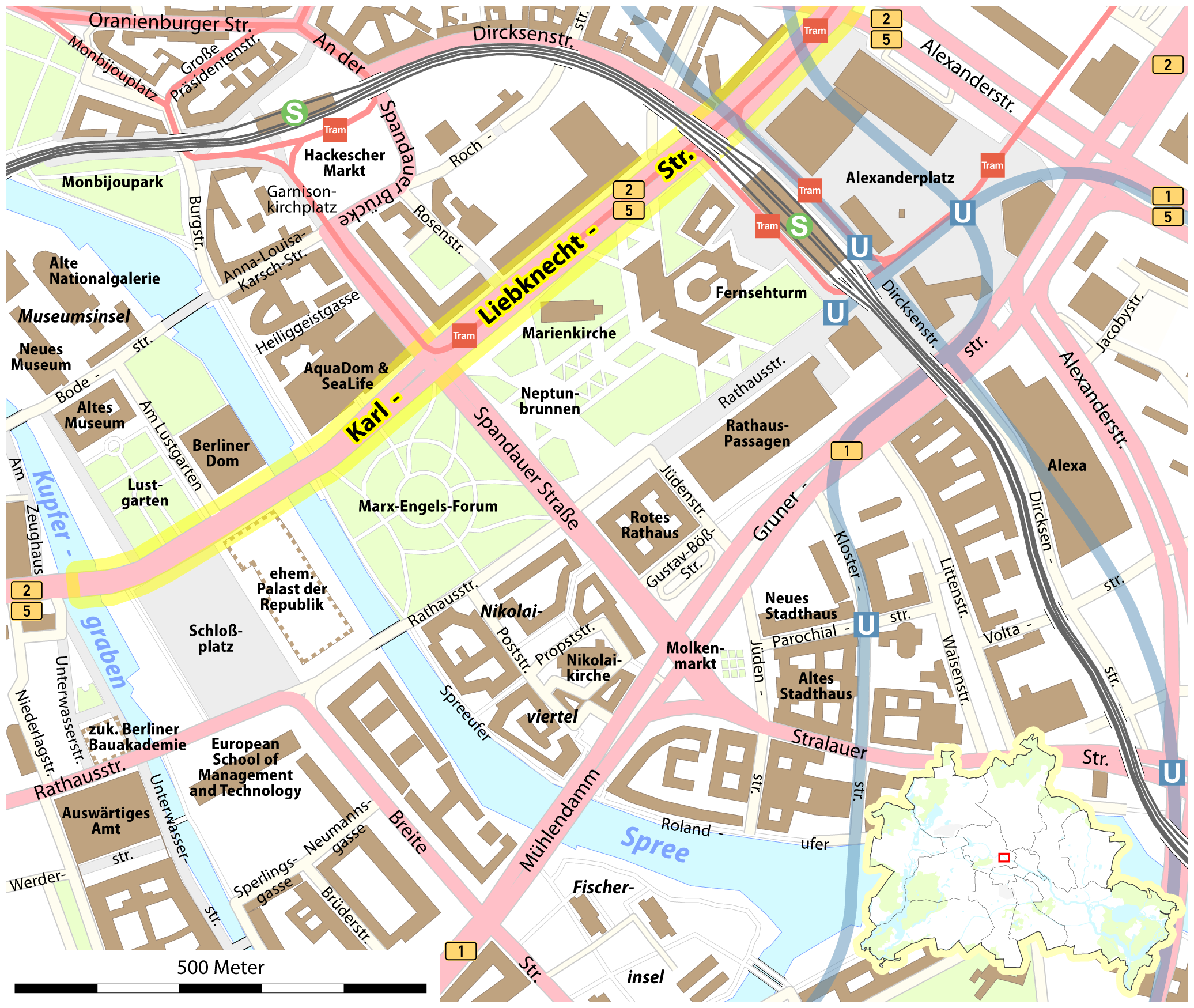
Westliche und östliche Umfahrung; Stand: 2008

Der Umbau des Centrum Warenhauses begann 2004 durch die Berliner Architekten Josef Paul Kleihues und dessen Sohn Jan Kleihues. Seit der politischen Wende wird es als Galeria Kaufhof betrieben, die typische Aluminiumvorhangfassade wurde entfernt und in Teilen verkauft. Das Gebäude wurde um rund 25 m zum Platz hin vergrößert. Von 2005 bis 2006 wurde das Berolinahaus saniert, das seither eine Filiale der Bekleidungskette C&A beherbergt.
Im Jahr 2005 begann die BVG mit den Arbeiten zur Verlängerung der Straßenbahnlinie von der Prenzlauer Allee zum Alexanderplatz (Alex II). Diese Strecke sollte nach ersten Planungen bereits im Jahr 2000 eröffnet werden, wurde jedoch mehrfach zurückgestellt. Nach weiteren Verzögerungen durch einen Baustopp zur Fußball-Weltmeisterschaft 2006 nahm die BVG am 30. Mai 2007 den Betrieb auf dieser Strecke auf.
Seit Mitte der 1990er Jahre lief die denkmalgerechte Sanierung des größten Berliner U-Bahnhofs, die im Oktober 2008 abgeschlossen war.
Im Februar 2006 begann die Neugestaltung der begehbaren Platzfläche. Die Umbaupläne lieferten das Architekturbüro Gerkan, Marg und Partner und die Hamburger Firma WES-Landschaftsarchitekten, die aus einem vom Land Berlin 2004 ausgeschriebenen Gestaltungswettbewerb hervorgegangen waren. Die Pflasterarbeiten wurden aber bereits einige Monate nach Baubeginn für die Zeit der Fußball-Weltmeisterschaft 2006 unterbrochen und alle Baugruben provisorisch asphaltiert. Die Bauarbeiten konnten erst Ende 2007 abgeschlossen werden. Der Platz erhielt eine Pflasterung aus gelbem Granit, am Rand um die Gebäude mit grauem Mosaikpflaster eingefasst. Um den Brunnen der Völkerfreundschaft entstanden Distanzstufen wegen des Platzgefälles, um die U-Bahn-Eingänge Bänke. Die Wall AG hat in diesem Zusammenhang das aus den 1920er Jahren stammende unterirdische Toilettenhäuschen für rund 750.000 Euro modernisiert. Die Gesamtkosten der Platzumgestaltung sollen sich auf 8,7 Millionen Euro belaufen haben.
Am 12. September 2007 eröffnete das Einkaufszentrum Alexa, das sich in unmittelbarer Nähe des Platzes an der Stelle des alten Berliner Polizeipräsidiums befindet. Mit 56.200 m² Verkaufsfläche gehört es zu den größten Einkaufszentren Berlins.

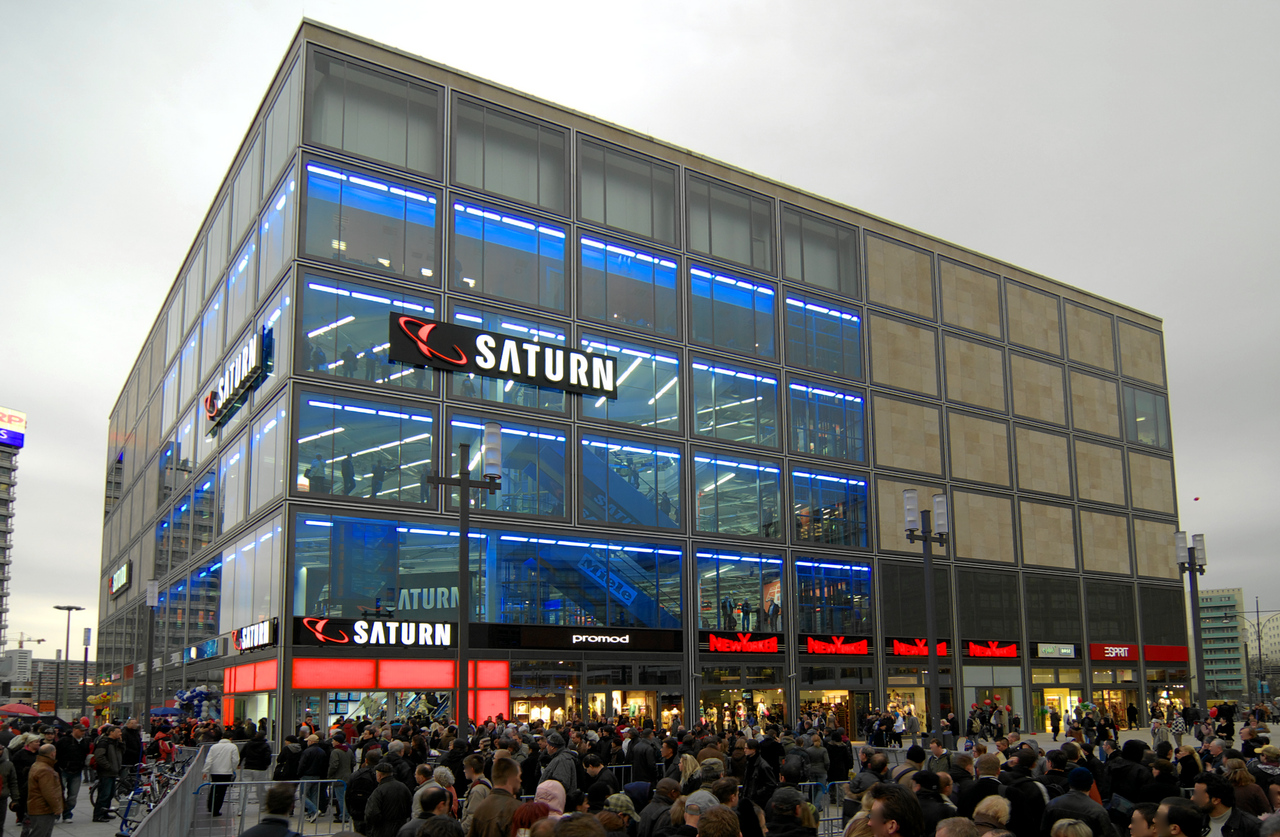
Geschäftshaus die mitte am Tag der Eröffnung

Im Mai 2007 begann die texanische Grundstücksentwicklungsgesellschaft Hines mit dem Bau eines sechsgeschossigen Handelshauses mit dem Namen die mitte. Das Gebäude wurde auf einem 3.900 m² großen Grundstück errichtet, das nach den Kollhoff-Plänen den Platz nach Osten abschließt und somit die Platzfläche verkleinert. Das Geschäftshaus wurde am 25. März 2009 eröffnet.
Anfang 2007 hat das Bauunternehmen Wöhr + Bauer eine Tiefgarage mit drei Ebenen unter der Alexanderstraße zwischen dem Hotelhochhaus und dem Haus der Elektroindustrie angelegt, die 25 Millionen Euro gekostet hat und Platz für rund 700 Autos bietet. Die Eröffnung fand am 26. November 2010 statt. Gleichzeitig hat der Senat die Straße von ehemals knapp 100 m Breite auf 58 m verschmälert und damit auf drei Fahrstreifen je Richtung reduziert. Die Kosten hierfür beliefen sich auf 9,7 Millionen Euro.
Hinter dem Bahnhof Alexanderplatz neben dem Kino Cubix in direkter Nähe zum Fernsehturm entstand 2012–2014 das rund 30 m hohe Wohn- und Geschäftshaus Alea 101.
Der Bereich Alexanderplatz ist der größte Kriminalitätsschwerpunkt Berlins. Seit Oktober 2017 wird der Alexanderplatz als kriminalitätsbelasteter Ort nach dem Allgemeinen Sicherheits- und Ordnungsgesetz Berlins eingestuft. 2022 wurden am Alexanderplatz 6436 Straftaten registriert, mehr als 17 pro Tag.

### Zukunft des Platzes

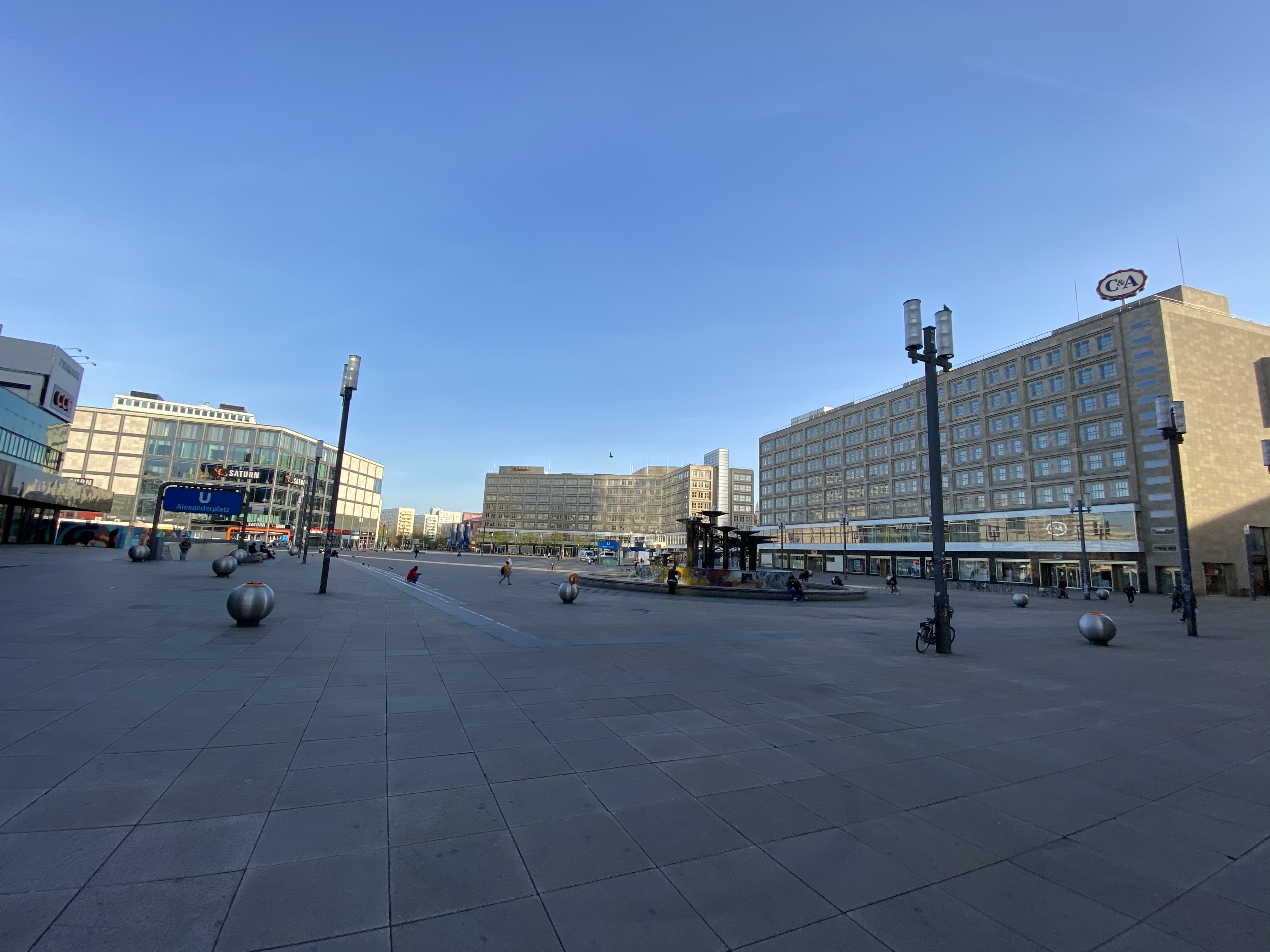
Berlin Alexanderplatz am 11. April 2020 um 18:28 Uhr während des Lockdowns der COVID-19-Pandemie

Der Kollhoffsche Masterplan von 1993 sah langfristig den Abriss des 125 m hohen ehemaligen Interhotels Hotel Stadt Berlin (heute: Hotel Park-Inn) und die Errichtung dreier Hochhäuser an dieser Stelle vor. Das Hotelhochhaus wurde Anfang der 2000er zunächst innen saniert und erhielt im Jahr 2005 eine neue Fassade. Die Fußumbauung des Hotels soll nach diesen Plänen jedoch in den nächsten Jahren der geplanten 35 m hohen neuen Blockumbauung weichen. Der bisherige Hauptmieter der Sockelbebauung Saturn zog im März 2009 in die mitte, im Laufe des Jahres 2014 hat Primark hier eine Filiale eröffnet und belebte diesen Bereich wieder. Im Mai 2014 forderte das Abgeordnetenhaus den Senat dazu auf, dieses Bauensemble in den Masterplan zu integrieren. Hierzu wurde im Juli und November 2015 ein zweiphasiger Fachworkshop mit Bürgerbeteiligung abgehalten. Ein Ergebnis hieraus war die Erhaltung des Park-Inn, andere Neubauten sollten sich in Fläche, Ausrichtung und Höhe an dieses anpassen bzw. orientieren. Der Fußgängerbereich zur Galeria Kaufhof soll eine Glasüberdachung erhalten.
Das Land Berlin hat verlauten lassen, städtebauliche Verträge für den Bau geplanter Hochhäuser nicht gegen den Markt durchsetzen zu wollen. Von den einst 13 geplanten Hochhäusern blieben nach Modifikationen der Pläne zehn übrig, für acht existiert bereits ein Baurecht. Die Investoren des Einkaufszentrums Alexa haben seit 2007 mehrfach verkündet, ihren entsprechenden Grundstücksteil an einen Investor verkaufen zu wollen, der das Hochhaus errichten soll. Bis 2010 gab es aber keine Anzeichen, dass ein Investor gefunden wurde.
Die ersten konkreten Hochhausplanungen gibt es bei Hines, dem Investor von die mitte. Seit 2009 wird der Neubau eines 150 m hohen Turms hinter dem Handelshaus angekündigt, am 12. September 2011 wurde ein leicht veränderter Bebauungsplan vorgestellt, der ein Wohnhochhaus mit 400 Wohnungen vorsieht, Anfang 2013 wurde der Bebauungsplan öffentlich ausgelegt. Nach einem Architektenwettbewerb, den der US-Architekt Frank Gehry gewann, sollten die Bauarbeiten für das 39-geschossige Wohnhochhaus 2017 beginnen, dessen untere neun Etagen von einem Hotel genutzt werden sollen. Die Eröffnung war für 2019 geplant. Nachdem es zu einem Absacken eines U-Bahn-Tunnels am benachbarten Covivio-Turm gekommen war, wurden weitere Untersuchungen 2021/2022 notwendig. Nunmehr wird der unter dem Hines-Turm liegende Tunnel zusätzlich saniert. Baustart für das Gebäude ist dann für 2025 vorgesehen. Die Gesamtfertigstellung des Projekts sei nach neuer Planung für das erste Halbjahr 2027 vorgesehen.
Im Herbst 2015 organisierte der Berliner Senat zwei Foren, in denen interessierte Bürger ihre Meinung zu den vorzunehmenden Änderungen des Platzes vortragen konnten. Architekten, Stadtplaner und Senatsverantwortliche diskutierten in der Öffentlichkeit. Bei dieser Gelegenheit wurde jedoch noch einmal bekräftigt, dass die Pläne für eine Bebauung mit Hochhäusern nicht zur Debatte stünden. Gemäß dem Masterplan des Architekten Hans Kollhoff sollen weiterhin bis zu elf riesige Gebäude entstehen, die eine Mischung aus Geschäften und Wohnungen aufweisen sollen.
Anfang März 2018 wurde bekannt, dass das Bezirksamt Mitte die Baugenehmigung für das erste Wohnhochhaus, den ca. 150 m hohen Alexander Tower, erteilt hat. Auf 29 von 35 Stockwerken sollten dabei bis zur geplanten Fertigstellung 2023 direkt neben dem Einkaufszentrum Alexa 377 Wohnungen entstehen. Baubeginn war am 27. November 2019. Die Baustelle des Alexander Towers liegt Stand Dezember 2023 brach.
Für einen weiteren Turm am Platz, der rund 150 m hoch werden soll und von Development Covivio Deutschland als gemischtes Wohn- und Geschäftshaus zwischen Primark und dem U-Bahnzugang direkt am Alexanderplatz geplant wurde, fanden im Jahr 2019 archäologische Untersuchungen des Untergrundes statt. Auf dieser Fläche fanden die Wissenschaftler Reste der Exerzierhalle, Gräberfelder mit Skelettteilen; sie wurde am 18. November wieder zugeschüttet. Der Bauherr überlegt, Erkenntnisse der Archäologen in seinem Turmbau sichtbar zu machen, beispielsweise auf die Alexhalle Bezug zu nehmen. Neue Grabungsfelder neben dem Park Inn werden folgen. Nach alten Plänen stand hier das 1884 eröffnete Grand Hôtel Alexanderplatz, das eine Bombe im Jahr 1943 komplett zerstört hat. Die Archäologen freuen sich auf neue interessante Funde. Nachdem im Oktober 2022 ein Absacken eines U-Bahn-Tunnels neben dem Turm erkannt wurde, musst dieser erst bis August 2023 gehoben und stabilisiert werden. Die Fertigstellung des Covivio-Turms ist nunmehr für Ende 2028 vorgesehen.
Im Frühjahr 2021 wurde bekannt, dass das Kaufhaus Galeria Kaufhof Richtung Karl-Liebknecht-Straße um ca. 20 m erweitert und an der Ecke Dircksen-/Karl-Liebknecht-Straße ein 135 m hohes Hochhaus integriert werden soll. Erste vorbereitende Maßnahmen fanden bereits statt. 2023 wurde das Projekt an Commerz Real verkauft und im Januar 2024 begann der Hochbau. Die Fertigstellung ist für Ende  2028 geplant.

## Verkehr

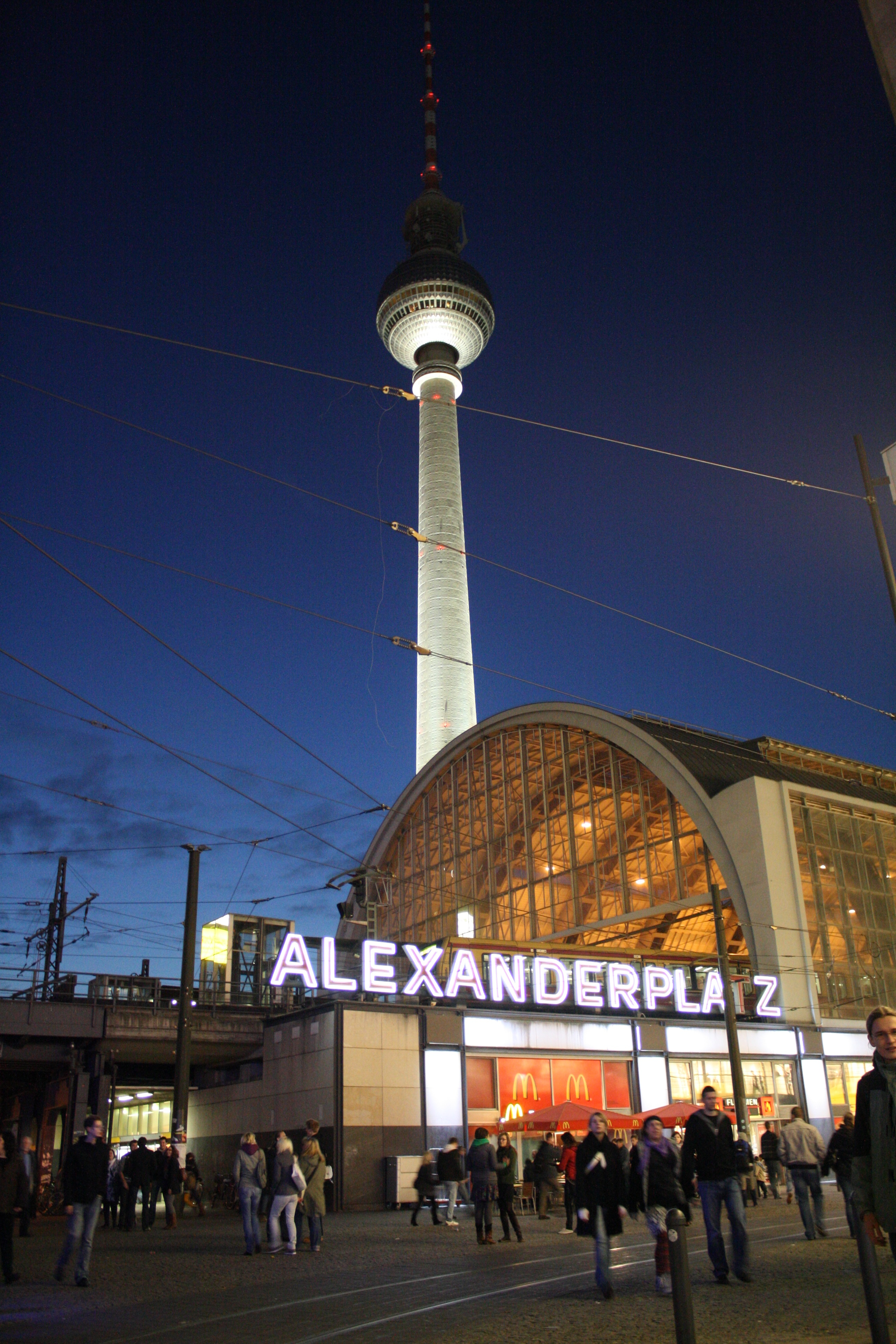
Bahnhof Alexanderplatz mit Fernsehturm, 2009

Plan der U-Bahn-Linien und -Stationen am Alexanderplatz vor der Verlängerung der Linie U5

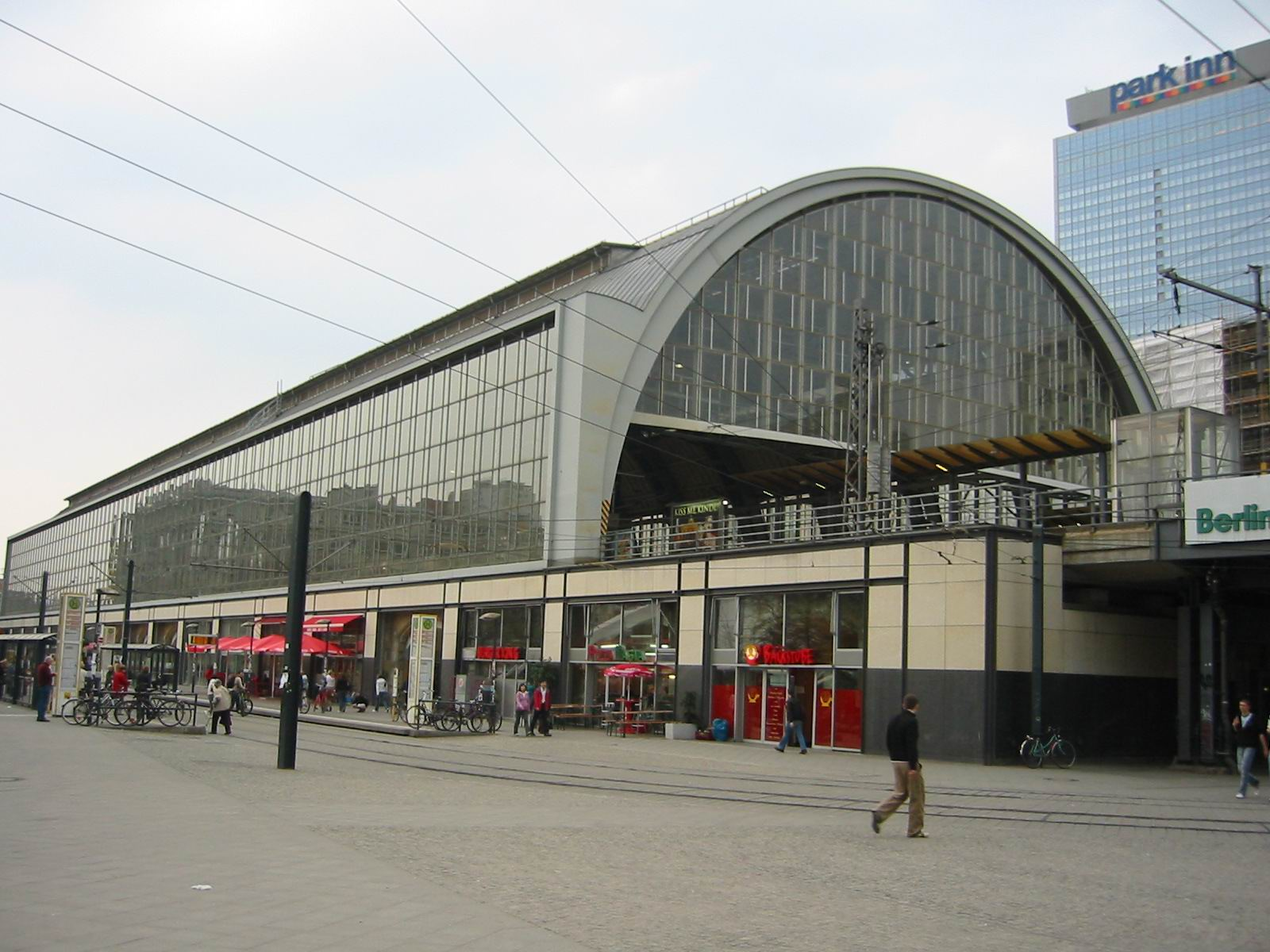
Bahnhofshalle mit der Tram-Haltestelle S- und U-Bahnhof Alexanderplatz/Gontardstraße, 2006

### Individualverkehr
Der Alexanderplatz war früher Ausgangspunkt der drei Straßen, die zum Prenzlauer, Bernauer und Landsberger Tor in der Zoll- und Akzisemauer führten und daher bereits seit dem 18. Jahrhundert ein belebter Verkehrsknoten in Berlin. Die Anfang der 1930er Jahre geschaffene Fernverkehrsstraße 1 (ab 1934: Reichsstraße) verlief über den Platz, heute tangieren ihn die Bundesstraßen B 1, B 2 und B 5.

### S-Bahn, Regionalbahn und Fernverkehr
Der an der Stadtbahn liegende Bahnhof Alexanderplatz ist Station der S-Bahn-Linien S3, S5, S7 und S9, der Regionalbahn-Verbindungen RE1, RE2, RE7 und RB14 sowie am Wochenende der Fernverkehrszüge des Harz-Berlin-Express (Berlin–Magdeburg–Halberstadt–Thale bzw. Halberstadt–Goslar). Die Berliner Verkehrsbetriebe bezeichnen den Bahnhof als den wichtigsten Umsteigebahnhof, mehr als 120.000 Menschen steigen hier täglich ein oder um.

### U-Bahn
Der U-Bahnhof Alexanderplatz ist – neben der Station Nollendorfplatz – einer der größten Bahnhöfe der Berliner U-Bahn. Dort fahren die Linien U2, U5 und U8. Die Bahnsteige sind H-förmig angelegt, wobei die U2 im östlichen Arm, die U8 im westlichen Arm und die U5 auf einer tiefer gelegenen Querebene fährt. Die Bahnsteige der U2 und U8 sind durch die Ladenpassage über dem Tiefbahnhof der U5 miteinander verbunden.
Der Bahnsteig der Linie U2 wurde am 1. Juli 1913 eröffnet. Am 18. April 1930 folgte der Bahnhof der Linie U8. Am 21. Dezember desselben Jahres kam der Bahnhof der U5 hinzu. Nach dem Bau der Berliner Mauer im August 1961 war der Bahnsteig der U8 vom restlichen Bahnhof abgetrennt und seine Zugänge waren zugemauert, da die Züge der vom West- durch den Ost- zurück in den Westsektor verkehrenden Linie hier ohne Halt durchfuhren. Damit gehörte der Bahnsteig zu den sogenannten „Geisterbahnhöfen“. Nach der deutschen Wiedervereinigung wurde bzw. wird der U-Bahnhof umfassend für 36 Millionen Euro saniert.

### Straßenbahn- und Omnibus-Linien
Am Alexanderplatz befinden sich drei Haltestellen der Berliner Straßenbahn, die sich auf zwei getrennte Strecken verteilen, die von insgesamt vier Linien befahren werden (M2, M4, M5, M6).
Die im Dezember 1998 eröffnete Strecke Alex I führt vom Nordosten auf den Platz, verlässt ihn zwischen Berolina- und Alexanderhaus und biegt dann in die Gontardstraße ein. Die erste Haltestelle (U-Bahnhof Alexanderplatz) befindet sich direkt im Nordosten des Platzes, die zweite hinter dem S-Bahnhof in der Gontardstraße (S- und U-Bahnhof Alexanderplatz/Gontardstraße). Die Strecke wird von den Linien M4, M5 und M6 befahren. Werktags fahren über 850 Mal Straßenbahnen über den Platz und transportieren rund 120.000 Fahrgäste. Der Platz ist ein kompletter Fußgängerbereich, auf den einige Ausgänge der U-Bahn heraufführen. Für die Straßenbahn gilt Schritttempo.
Die Strecke Alex II wurde am 30. Mai 2007 eröffnet und führt von der Karl-Liebknecht-Straße in die Dircksenstraße, in der die Strecke zwischen Berolinahaus und S-Bahnhof an der Haltestelle S- und U-Bahnhof Alexanderplatz/Dircksenstraße endet. Eine Wendeschleife gibt es nicht, jedoch existiert für das Gleis Richtung Karl-Liebknecht-Straße ein Anschluss von der Strecke Alex I; das andere Gleis endet stumpf. Die Strecke wird von der Linie M2 mit Zweirichtungsfahrzeugen befahren.
Es halten die Omnibus-Linien 100, 200, 300 und 248 und die Nachtbus-Linien N2, N5, N8, N42, N60 und N65. Bis zur Beseitigung des zentralen Rondells umrundeten alle innerstädtischen Buslinien den Platz und auch der O-Bus hatte hier zwei Haltestellen.

### Ausbau der Bahnhöfe von S-Bahn und Regionalbahn

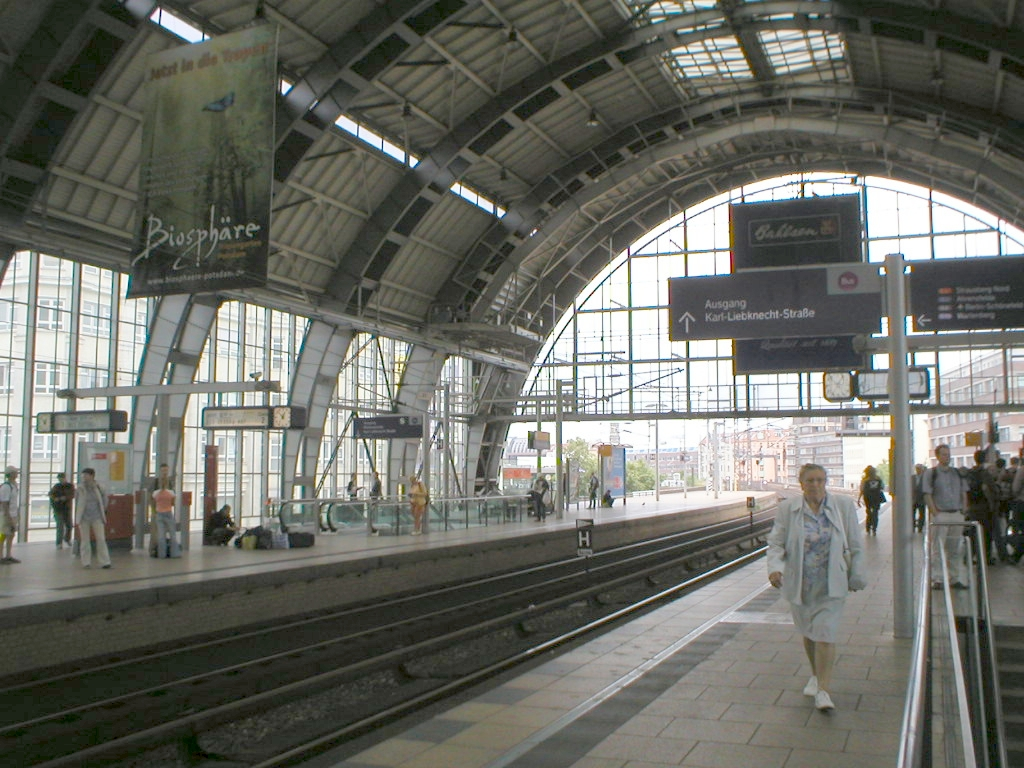
Halle des Bahnhofs Alexanderplatz (links Regionalbahnsteig, rechts S-Bahn)

Ab 1875 wurde auf dem zugeschütteten Berliner Festungsgraben (Teil der Stadtbefestigung aus dem 17. Jahrhundert) die Trasse der Berliner Stadtbahn mit je zwei Gleisen für den Personennah- und -fernverkehr angelegt. Im Verlauf der Strecke zwischen den Stationen Börse (heute: Hackescher Markt) und Jannowitzbrücke lag der Bahnhof Alexanderplatz mit einer Bahnsteighalle über zwei Mittelbahnsteigen, der am 7. Februar 1882 zunächst für den Nahverkehr der Stadt- und Vorortstrecken eröffnet wurde. Am 15. Mai desselben Jahres folgte die Inbetriebnahme der beiden Fernbahngleise. Im Rahmen der „Großen Elektrisierung“ begann dort am 11. Juni 1928 der Betrieb mit elektrischen Triebwagen, die vorwiegend der neuen Baureihe ET 165 entstammten. Im Zweiten Weltkrieg erlitt der Bahnhof schwere Schäden. Ab Ende 1945 bis 1951 wurde die Bahnsteighalle wiederhergestellt. Das zerstörte Empfangsgebäude an der Dircksenstraße wurde ersatzlos abgebrochen. Die Bahnsteigtreppen wurden neu eingebaut, die Gewölbebögen aus Sandstein mit Sichtmauerwerk und Formsteinen wurden verkleidet, überstehende Gesimse abgeschlagen. Für einige S-Bahn-Linien wurde der Bahnhof Alexanderplatz nach der Inbetriebnahme neuer S-Bahn-Linien in die Ost-Berliner Neubaugebiete zum Endbahnhof. Aufgrund des komplizierteren Betriebsablaufes mussten das westliche Gleis der Fernbahntrasse und der Fernbahnsteig zusätzlich der S-Bahn dienen.
Nach der politischen Wende war es notwendig, wegen des hohen Verkehrsaufkommens die nun über 100 Jahre alten gemauerten Viaduktbögen zusammen mit dem Bahnhof erneut zu sanieren. Dabei wurden Mauerwerk und Bögen wieder freigelegt. Nach den Gesichtspunkten einer modernen Verkehrsstation erneuerte das Architekturbüro Chestnut/Niess den gesamten Bahnhof einschließlich aller Treppenanlagen, Fahrtreppen, Aufzüge und beider Bahnsteige sowie des Übergangs zur U-Bahn. Am 12. März 1998 konnte der vollständig sanierte Bahnhof in Betrieb genommen werden. Seitdem wird auch der Bahnbetrieb auf den vier Gleisen wieder paarweise getrennt durchgeführt: auf dem einen Bahnsteig für Regionalbahn-, Regional-Express- und Fernzüge und auf dem anderen Bahnsteig für die S-Bahn-Züge. Intercity- und ICE-Züge fahren ohne Halt durch. In den Viaduktbögen befinden sich Geschäfte des täglichen Bedarfs, Schnellimbisse, ein S-Bahn-Kundenzentrum sowie ein DB-Reisezentrum.

### Fußgängertunnel
Unter dem Alexanderplatz befinden sich zahlreiche Fußgängertunnel, die einerseits die Zugänge zu den U-Bahnhöfen bilden, andererseits auch direkte Verbindungen zu verschiedenen Zielen darstellen. In den 1970er Jahren wurde unterhalb des Autotunnels der Hans-Beimler-Straße (ab 1995: Otto-Braun-Straße, seit 2006 Teilstück der Alexanderstraße) ein Fußgängertunnel angelegt, um auf die östliche Straßenseite mit dem Haus des Lehrers und der Kongresshalle (seit 2003: Berlin Congress Center, bcc) zu gelangen. Zwei Tunnel, die an der Nordseite des Platzes vor dem Haus der Elektrotechnik zu einer unterirdischen Ladenpassage zwischen den U-Bahnhöfen der Linien U2 und U5 führten, wurden in den späten 1990er Jahren zugeschüttet.
In einem kurzen Tunnelstück nördlich des Brunnens der Völkerfreundschaft zur Ladenpassage ließ die DDR bei den großen Umbauarbeiten im Jahr 1968 die acht Fliesenbilder vom Alexanderplatz anbringen. Sie stammen aus der Porzellanmanufaktur Meißen und zeigen historische Ansichten des Alexanderplatzes. Diese Bilder stehen zusammen mit den Bahnhöfen der S-Bahn und der U-Bahn unter Denkmalschutz. Seit Oktober 2006 befinden sich die Fliesenbilder vom Alexanderplatz in der Sammlung der Stiftung Stadtmuseum Berlin.

## Bauwerke

### Überblick

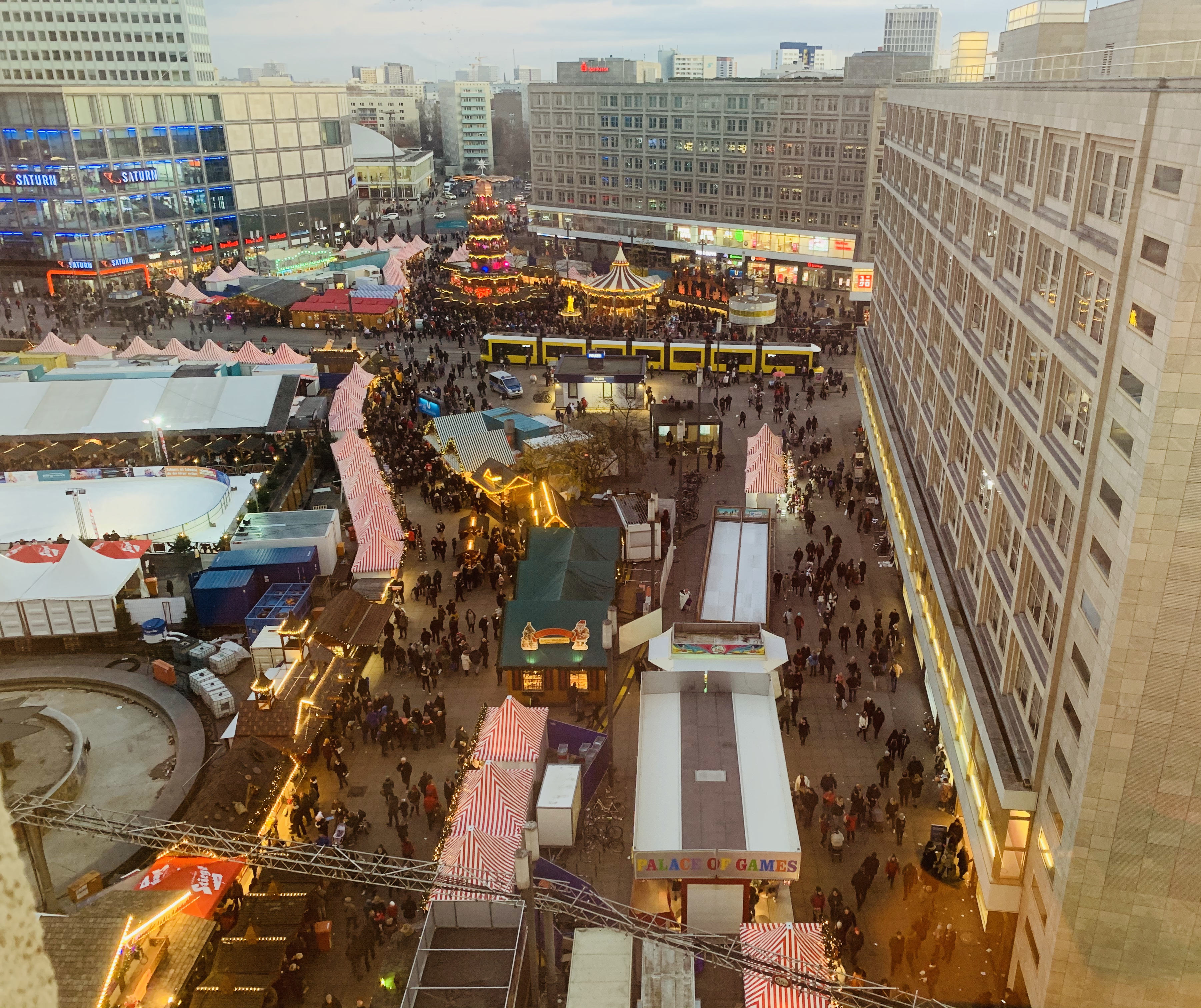
Weihnachtsmarkt auf dem Alexanderplatz, Blick aus Galeria Kaufhof, 2019

Jenseits der den Platz begrenzenden 150 m breiten Alexanderstraße wird der Alexanderplatz im Nordosten bis heute von Baudenkmälern sozialistischer Architektur wie dem Haus des Lehrers (mit Kongresshalle), dem Haus der Elektroindustrie und dem Haus des Reisens abgeschlossen. Aus der Zeit vor dem Zweiten Weltkrieg stammen lediglich die beiden Behrens-Bauten Alexanderhaus und Berolinahaus sowie die Bahnhofshalle im Südwesten. Im Nordwesten wird der Platz durch das 2006 erweiterte ehemalige Centrum-Warenhaus (heute: Galeria Kaufhof), das Hotel Park Inn (ehemaliges Interhotel Stadt Berlin) sowie das Haus des Berliner Verlages begrenzt. Im Nordosten des Platzes entstand das im März 2009 eröffnete Handelshaus die mitte. Südöstlich an der Alexanderstraße befindet sich ein neues Einkaufszentrum mit dem Namen Alexa.
Die Adresse Alexanderplatz führen nur noch Gebäude, die direkt auf dem Platz liegen. Bis Juni 2006 galt diese Adresse auch für die Gebäude nördlich und östlich des Platzes, an der Straßenverbindung zwischen Memhardstraße und Karl-Marx-Allee. Mit der Neugestaltung und der damit verbundenen Neubebauung des Platzes auf der Nordostseite (die mitte) wurde dieser Straßenabschnitt in Alexanderstraße umbenannt, die somit von Süden kommend über die Grunerstraße bis zur Memhardstraße verlängert wurde. Die zum Alexanderplatz gehörenden Hausnummern waren bisher entgegen dem Uhrzeigersinn wie folgt vergeben:
- Alexanderplatz 1: Berolinahaus
- Alexanderplatz 2: Alexanderhaus
- Alexanderplatz 3: Berlin Congress Center (bcc) / Kongresshalle, neu: Alexanderstraße 11
- Alexanderplatz 4: Haus des Lehrers, neu: Alexanderstraße 9
- Alexanderplatz 5: Haus des Reisens, neu: Alexanderstraße 7
- Alexanderplatz 6: Haus der Elektroindustrie, neu: Alexanderstraße 1, 3 und 5
- Alexanderplatz 7: Untergebäude des Hotelhochhauses mit Geschäften
- Alexanderplatz 8: Hotel Park Inn
- Alexanderplatz 9: Galeria Kaufhof (ehemals: „Centrum“-Warenhaus)

Der Alexanderplatz ist auch einer der führenden Hotelstandorte der Stadt: Im Umkreis von 500 m gibt es elf Hotels und Hostels (Stand: August 2008), fünf weitere sind geplant.

### Alexanderhaus und Berolinahaus

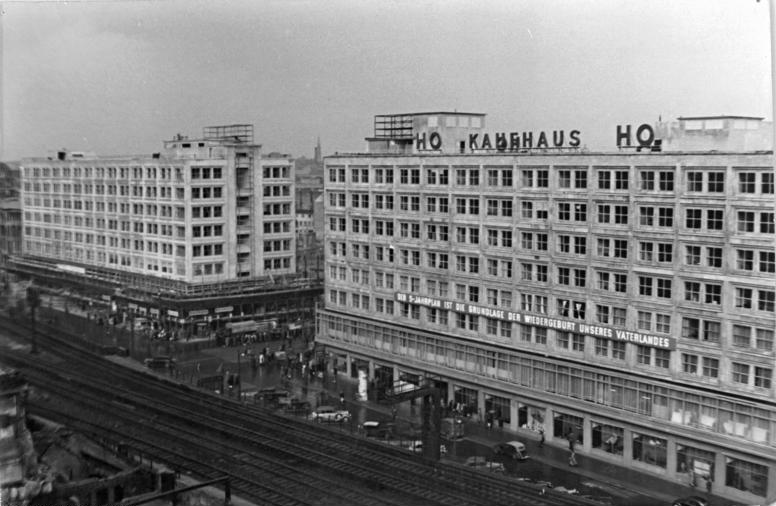
Berolinahaus (links) und Alexanderhaus, Oktober 1950

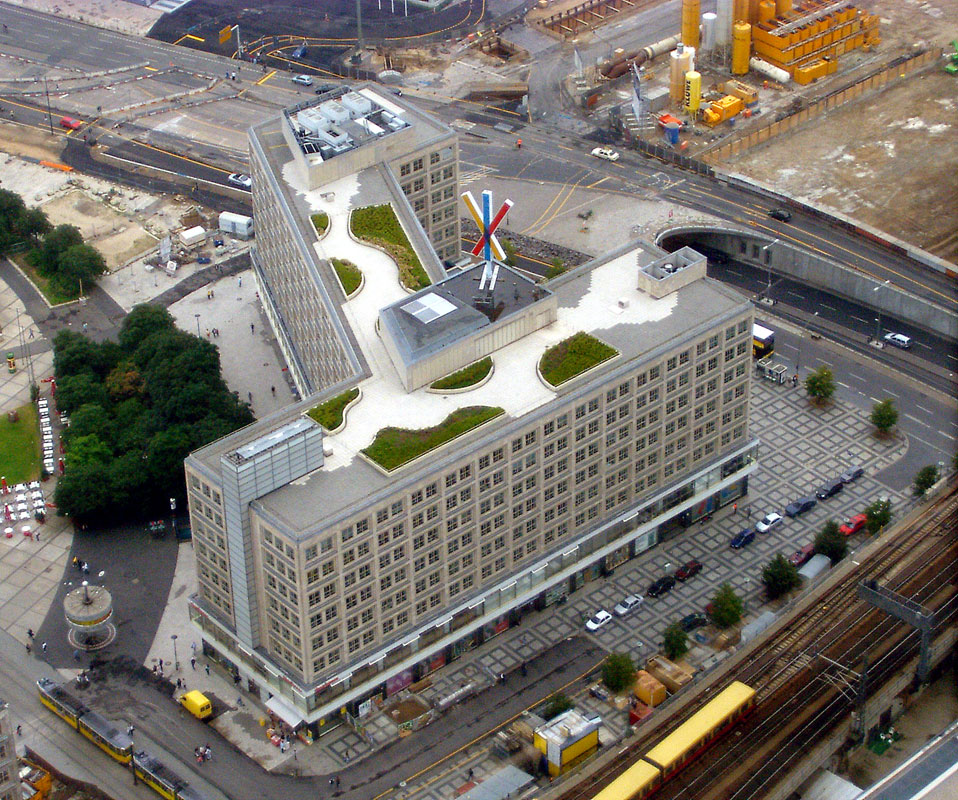
Alexanderhaus

Das Alexanderhaus und das Berolinahaus sind die beiden einzigen Gebäude des Planes von Peter Behrens von 1929, die realisiert wurden. Die nunmehr denkmalgeschützten achtgeschossigen Gebäude entstanden in moderner Stahlbeton-Skelettbauweise. Baubeginn für das Berolinahaus war 1929, für das Alexanderhaus 1930. Beide Gebäude wurden bis 1932 von US-amerikanischen Investoren errichtet, die auch eine enge Zusammenarbeit mit den Verkehrsbetrieben der Stadt forderten. In beiden Häusern befindet bzw. befand sich daher ein direkter Eingang zum Verteilergeschoss des U-Bahnhofs, wobei heute nur noch der Zugang im Berolinahaus vorhanden ist, über den man direkt auf den Bahnsteig der Linie U8 gelangt.
Die Erdgeschosse der Gebäude waren für Läden vorgesehen, im ersten Obergeschoss befindet sich jeweils eine hervorstehende, umlaufende Glasgalerie für Restaurants. Die sechs restlichen Etagen waren für Büros vorgesehen. Die charakteristische Fassade besteht aus quadratischen Fenstern, die durch Unterteilungen nochmals in vier Quadrate geteilt sind. Jeweils zwei bis drei Fenster sind in einer gemeinsamen Vertiefung in der Natursteinfassade zusammengefasst.
Im Zweiten Weltkrieg wurden beide Gebäude stark beschädigt, nach dem Krieg aber wiederhergestellt. Im Alexanderhaus eröffnete 1951 ein HO-Warenhaus, während in das Berolinahaus die Verwaltung des Stadtbezirks Mitte und ein Postamt einzogen.
Nach der deutschen Wiedervereinigung wurde zunächst 1993 bis 1995 das Alexanderhaus von der Landesbank Berlin nach Plänen des Architektenbüros Pysall, Stahrenberg & Partner für mehr als 300 Millionen Mark restauriert. Für diese Restaurierung bekamen Bauherr und Architekten 1998 den europäischen Denkmalschutzpreis. Genutzt wird das Gebäude, wie bereits seit den 1930er Jahren, als Zentrale der Berliner Sparkasse.
Das Berolinahaus, in dem sich bis 1998 das Bezirksamt Mitte befand und das seither leer stand, wurde ab 2005 von der Grundstücksentwicklungsgesellschaft Pegasus für 48 Millionen Euro nach Plänen von Sergei Tchoban saniert. Dabei wurden die unteren Etagen entkernt, nur die oberen Etagen behielten ihre kleinen Büroräume, wie Behrens sie konzipiert hatte. Auch der Paternosteraufzug im Gebäude wurde entfernt. Nach außen sieht das Gebäude jedoch aus Denkmalschutzgründen nach der Sanierung aus wie schon bei seiner Eröffnung 1932. Auf dem Dach soll ein Dachgarten entstehen.
Seit dem 7. September 2006 werden die unteren zwei Etagen und zwei Untergeschosse vom Bekleidungshaus C&A genutzt, das somit an den Alexanderplatz zurückkehrte, an dem 1911 die erste deutsche C&A-Filiale eröffnet worden war, und hier seine mit 4000 m² viertgrößte Filiale betreibt. Weitere Mieter sind die Drogeriekette dm und die Hauptgeschäftsstelle des Vereins zur Förderung eines Deutschen Forschungsnetzes.

### Brunnen der Völkerfreundschaft

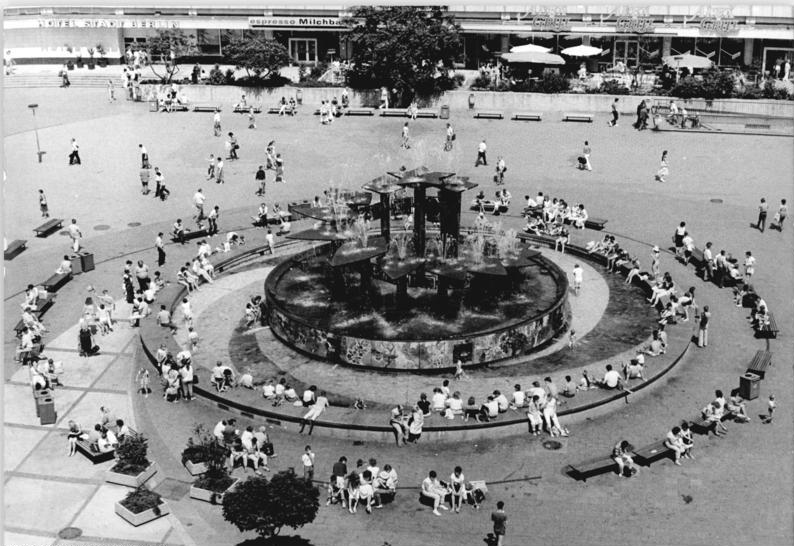
Brunnen der Völkerfreundschaft vor dem ehemaligen Centrum-Warenhaus

Der Brunnen der Völkerfreundschaft wurde 1970 bei der Neugestaltung des Alexanderplatzes aufgestellt und am 7. Oktober eingeweiht. Er wurde von einer Künstlergruppe rund um Walter Womacka geschaffen. Sein Wasserbecken hat einen Durchmesser von 23 m, er ist 6,20 m hoch und besteht aus getriebenem Kupfer, Glas, Keramik und Emaille. Das Wasser tritt an der höchsten Stelle aus und fließt dann spiralförmig über 17 Schalen abwärts, die einen Durchmesser zwischen einem und vier Metern haben. Nach der politischen Wende wurde der Brunnen während des Umbaus der Galeria Kaufhof in einer Metallkunstwerkstatt komplett saniert.

### Berolina

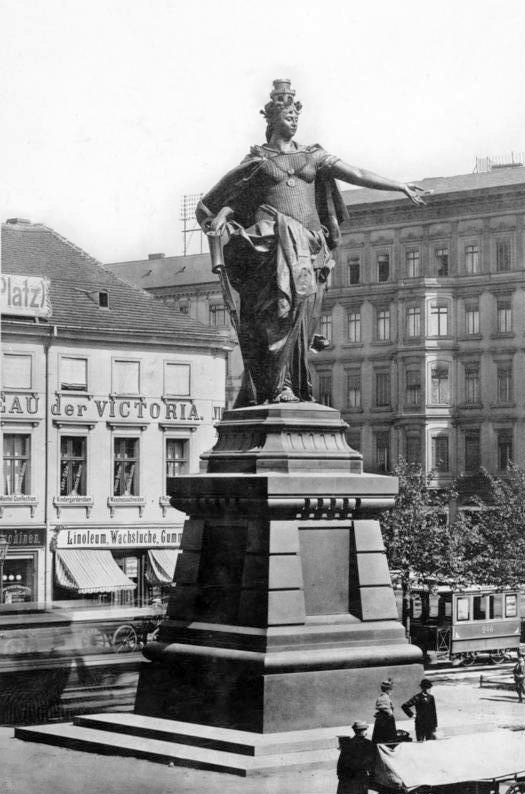
Berolina-Statue auf dem Alexanderplatz, um 1900

Die bekannteste Personifikation der Stadt Berlin, die vom Bildhauer Emil Hundrieser geschaffene Berolina, wurde am 17. Dezember 1895 auf dem Alexanderplatz enthüllt. Die 7 1⁄2 m hohe Statue aus Kupfer stand auf einem 6,25 m hohen Sockel aus rotem schwedischen Granit. Mit der rechten Hand hielt sie das Berliner Stadtwappen, mit der linken wies sie – laut Heinrich Zille – auf eine nahegelegene Bedürfnisanstalt. Auf ihrem Kopf trug sie die städtische Mauerkrone. Von den Berlinern wurde die fünf Tonnen schwere Statue liebevoll „Bärenlina“ genannt. Im Zuge des U-Bahn-Baus wurde die Berolina-Statue 1927 abgebaut und auf Drängen der Öffentlichkeit 1933 vor dem Alexanderhaus auf einem schlichteren Sockel wieder aufgestellt. Die Statue wurde 1942 zu Rüstungszwecken eingeschmolzen und der Sockel 1958 entfernt. Ein verkleinertes Modell der Berolina befindet sich im Märkischen Museum. Seit dem Jahr 2000 setzt sich der „Förderverein zur Wiedererstellung und Pflege der Berolina e. V.“ für die Rekonstruktion der Statue ein.

## Alexanderplatz in der Literatur und Kunst (Auswahl)

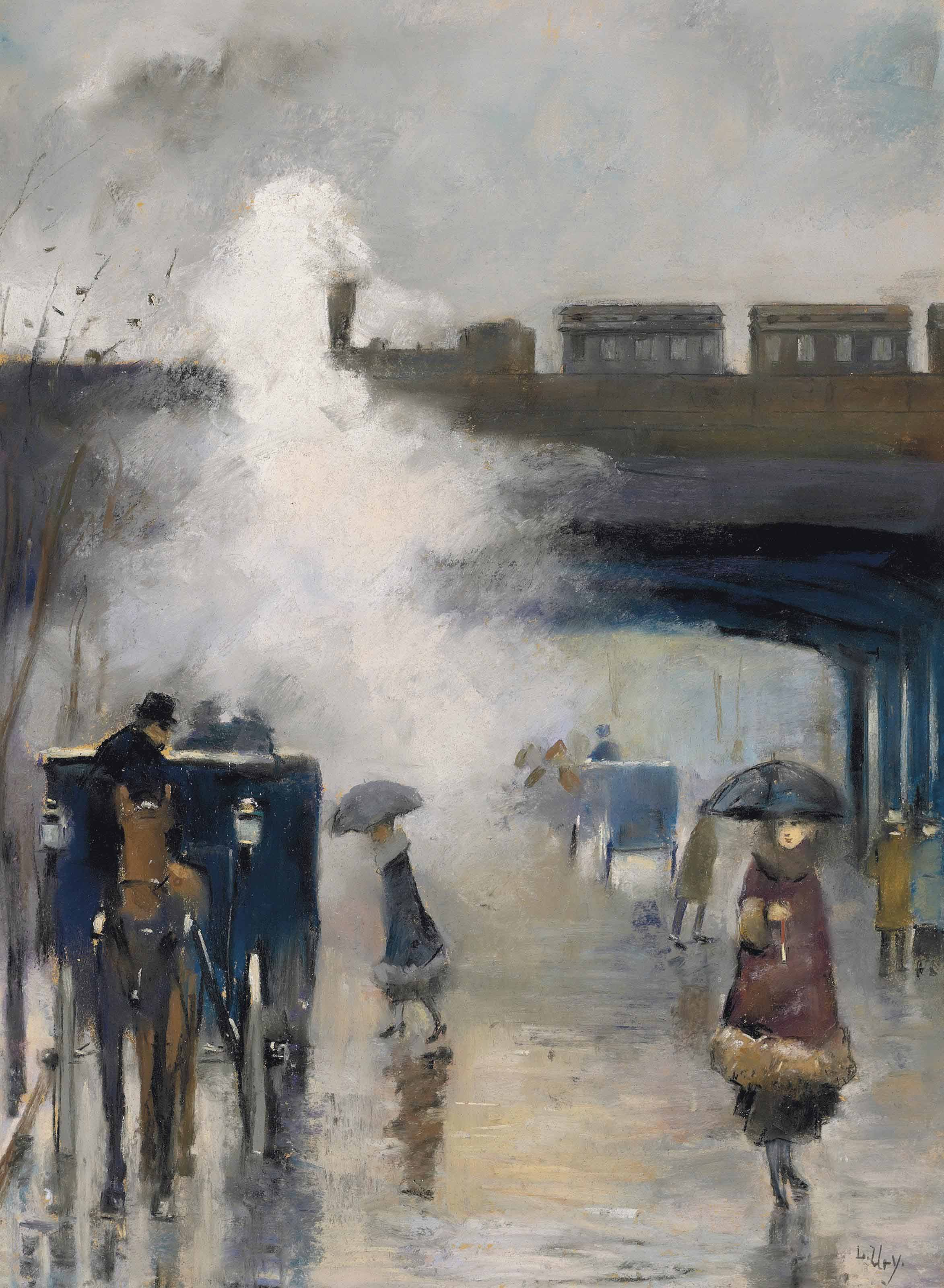
Berliner Luft von Lesser Ury.
Der Berliner Secessionist stellte zwischen 1887 und 1931 die Großstadt Berlin im industriellen Umbruch farbfrisch und lebendig in Pastellkreide dar.

- Berliner Luft – Gemälde von Lesser Ury
- Berlin Alexanderplatz – Roman von Alfred Döblin, 1929
- Die Geschichte vom Franz Biberkopf – Hörspiel von Alfred Döblin
- Total manoli – Gedicht von Kurt Tucholsky
- Total manoli – Revue von Rudolf Nelson
- Leben und Treiben am Alexanderplatz – Kurzfilm von Max Skladanowsky, 1896
- Berlin – Die Sinfonie der Großstadt – Film von Walter Ruttmann, 1927
- Berlin – Alexanderplatz – Film von Piel Jutzi, 1931
- Ein Lord am Alexanderplatz – Film von Günter Reisch, 1967
- Berlin Alexanderplatz – Fernsehverfilmung von Alfred Döblins Roman unter der Regie von Rainer Werner Fassbinder, 1980
- Alexander Platz – Lied von Franco Battiato aus dem Album Giubbe Rosse
- Berlin Alexanderplatz – freie Verfilmung von Alfred Döblins Roman unter der Regie von Burhan Qurbani, 2020

## Sonstiges
Der Alexanderplatz ist der einzige noch bestehende und sich an originalem Standort befindende Platz vor einem der früheren mittelalterlichen Tore der Berliner Stadtmauer.
Das WC-Center am Alexanderplatz ist Berlins meistgenutzte öffentliche Toilette. Es wird täglich von rund 900 Menschen genutzt. Die ursprünglich aus den 1920er Jahren stammende unterirdische WC-Anlage wurde 2007 aufwendig saniert und ist seitdem sowohl über eine Treppe als auch über einen Aufzug erreichbar.